# Garonne
Pour les articles homonymes, voir Garonne (homonymie).
La Garonne (prononcé en français : [ga.ˈʁɔn̪(ə)] ; Garona en occitan, catalan et espagnol) est un fleuve principalement français prenant sa source en Espagne et qui coule sur 529 km avant de se jeter dans l’océan Atlantique ; son estuaire commun avec la Dordogne est la Gironde. Elle a donné son nom aux départements français de la Haute-Garonne, de Lot-et-Garonne et de Tarn-et-Garonne.

## Hydronymie
Les formes anciennes de la Garonne sont bien connues : - en grec, Garounas (Strabon, v. 10 ap. J.-C.), Garouna, Garuna, Garunas, Garina (Ptolémée, v. 150 ap. J.-C.), Garunna, Garounna (Marcien d'Héraclée v. 470); - en latin, Garumna (Jules César. - 52 av. J.-C.), Garunna (Pline l'Ancien v.100 ap. J.-C.), Garumna, Garunna, Garonna, Garona (Pomponius Mela v.43 ap. J.-C.), Garunda (Sidoine Apollinaire v. 460), Gyrunda, Gyriunda 1242, Garunna 1480, Gironda 1557.
Garonne et Gironde seraient des variantes dialectales. L'alternance -nn- / -nd- a été souvent constatée en gaulois, et c'est elle qui différencie le celtique -onna et le latin unda « eau ».
Le premier élément de Garonne pourrait provenir soit d'un radical proto-basque (k)harr *gar- « pierre, rocher, montagne », variante de *kar- et de *gal-, soit, plus vraisemblablement, d'un radical bilabial *gw-ar- qui expliquerait mieux les différentes variantes observées.
Le second élément est aussi un suffixe hydronymique -onna (onno « fleuve », est cité comme gaulois dans le glossaire d'Endlicher).
Selon la première hypothèse, Garonne signifierait « la rivière du roc, la rivière caillouteuse » et aurait une origine proto-basque. Selon la seconde, elle signifierait « la rivière de (Celle de) l'Eau », divinisation du cours d'eau bien connue chez les Celtes,.
La Garonne s'appelle en occitan la/era Garona.
Remarque : garona dans le fabla aragonés (ou patois aragonais, fabla signifiant « patois ») est un nom commun. En effet, l'une des sources de la Garonne se trouve dans la comarque de la Ribagorce, qui appartient à la province de Huesca, et donc à l'Aragon (communauté autonome). En fabla aragonés, garona possède plusieurs sens : « site inondé, détrempé ou rempli d'eau » (ex. : La cosina esta feta una garona « la cuisine est inondée »), « rivière torrentielle », « personne au fort tempérament ou colérique ». (ex. : La muller yera feta una garona).

## Géographie

### Le cours de la Garonne
La Garonne est partagée en plusieurs parties, d'amont en aval :
- un parcours montagneux de direction Sud-Nord, depuis sa formation dans les Pyrénées centrales espagnoles ;
- un parcours de piémont de direction Ouest-Est, longeant la chaîne centrale pyrénéenne ;
- un premier parcours de plaine de direction sud-ouest - nord-est, jusqu'à la confluence avec l'Ariège et la ville de Toulouse ;
- un second parcours de plaine de direction sud-est - nord-ouest jusqu'à Bordeaux ;
- l'embouchure à partir de la ville de Bordeaux et de la confluence avec la Dordogne jusqu'au golfe de Gascogne.

Le point triple entre les trois lignes de partage des eaux de la Garonne, de la Loire et du Rhône se trouve en Lozère à un « sommet » du mont Planas (44° 33′ 12″ N, 3° 43′ 23″ E, altitude : 1 271 m) sur la commune d'Allenc très proche de la limite avec celle de Belvezet, au nord-ouest du « Carrefour de la Pierre Plantée » avec un menhir à proximité.

### Les sources
Selon les auteurs, trois sources distinctes peuvent être reconnues pour la Garonne :
- pour les Aranais du Val d'Aran, la véritable source, l'Uelh dera Garona (œil de la Garonne), se situe dans les pâturages du Plã de Béret (42° 42′ 34″ N, 0° 56′ 43″ E, altitude : 1 860 m), à proximité de la station de ski Baqueira Beret ;
- d'après Norbert Casteret[12], la source principale se trouve à l'est du massif de la Maladeta (42° 39′ 16″ N, 0° 39′ 28″ E, altitude : 2 470 m), en Aragon, depuis les névés nord et est du pic d'Aneto, dont l'eau s'engouffre au Forau d'Aigualluts ou trou du Toro (42° 40′ 05″ N, 0° 39′ 56″ E, altitude : 2 074 m), pour changer de vallée par une résurgence aux Uelhs de Joeu[13] (Yeux du juif) (42° 40′ 54″ N, 0° 42′ 27″ E, altitude : 1 658 m). C'est l'Arriu Joeu ;
- enfin, l'Arriu Garona de Ruda puis Arriu de Saboredo venant des lacs de Saboredo (42° 36′ 45″ N, 0° 57′ 42″ E, altitude : 2 360 m), passant à proximité du port de la Bonaigua. Cette branche serait la plus longue[14] et son débit plus important[réf. souhaitée]. C'est la Garonne orientale. Nota : il existe aussi l'Arriu Unhòla, qui remonte au pied du Plan de Beret vers le nord et la frontière française, et n'est considéré que comme un affluent, alors que son cours est bien plus long.

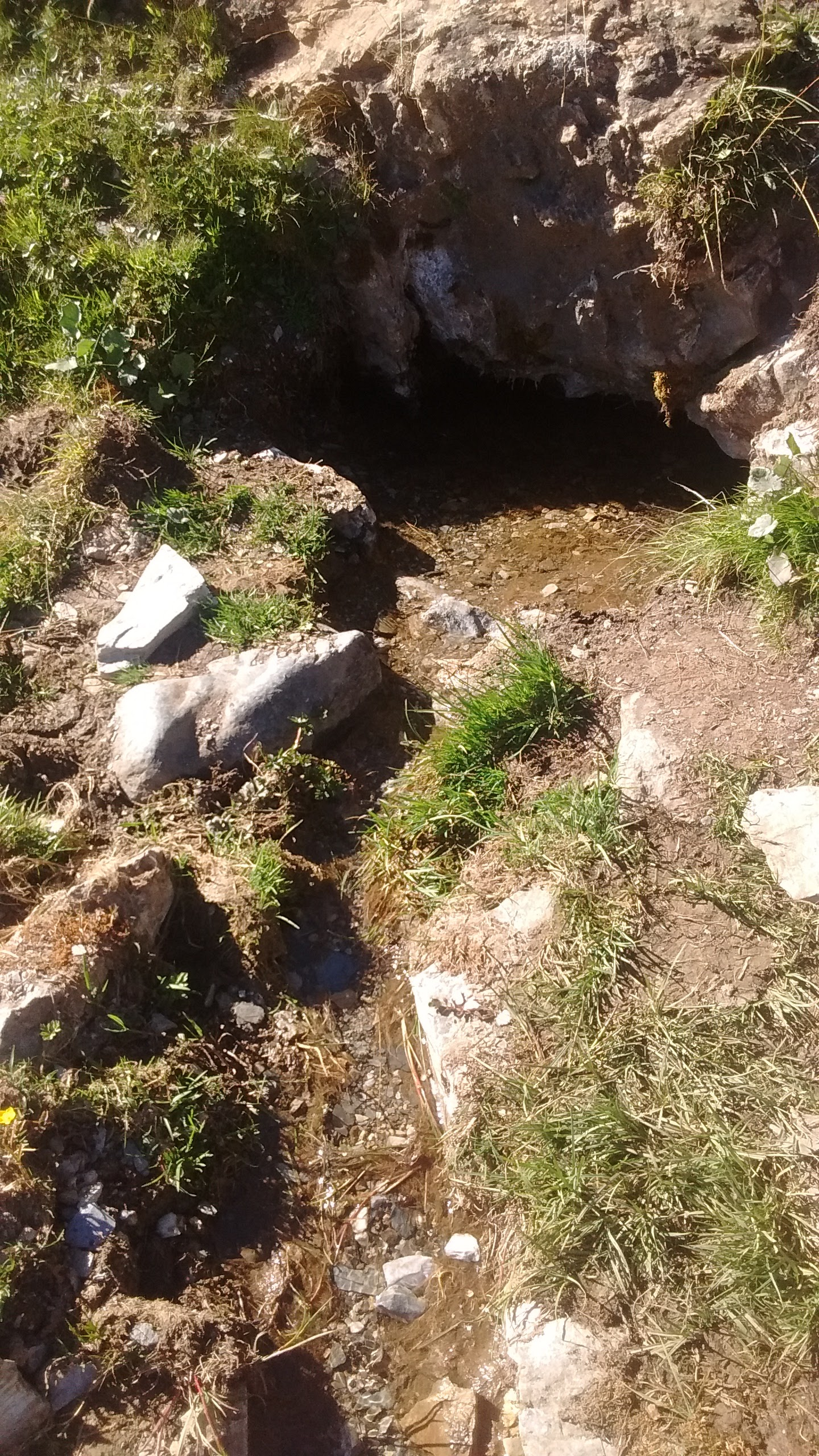
Source aranaise : « Uelh dera Garona », au Pla de Beret.
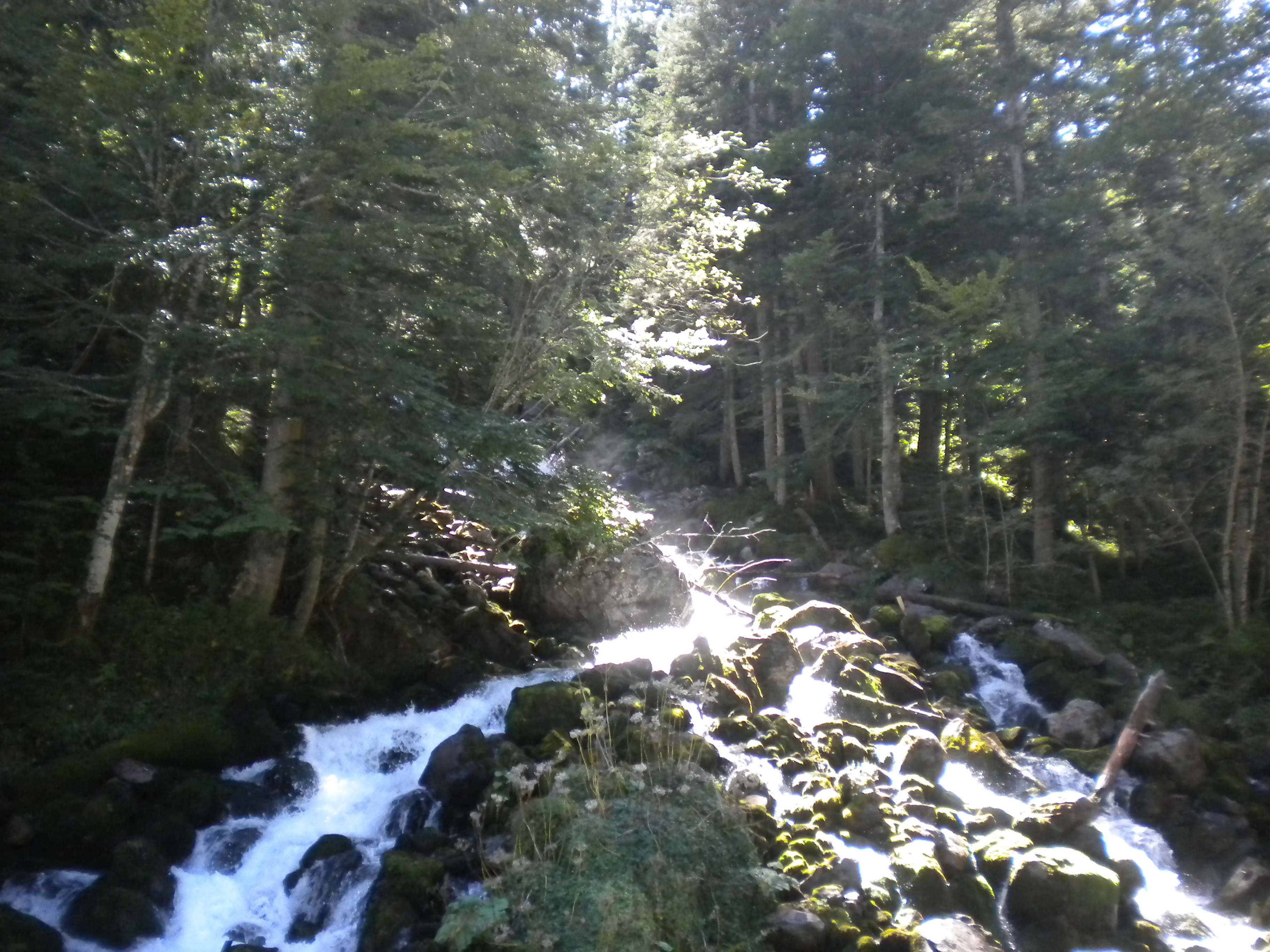
Les Uelhs de Joèu (Ulls del Jueu en catalan, les Yeux du juif), résurgence dans le Val d'Aran des eaux perdues dans le trou du Toro.
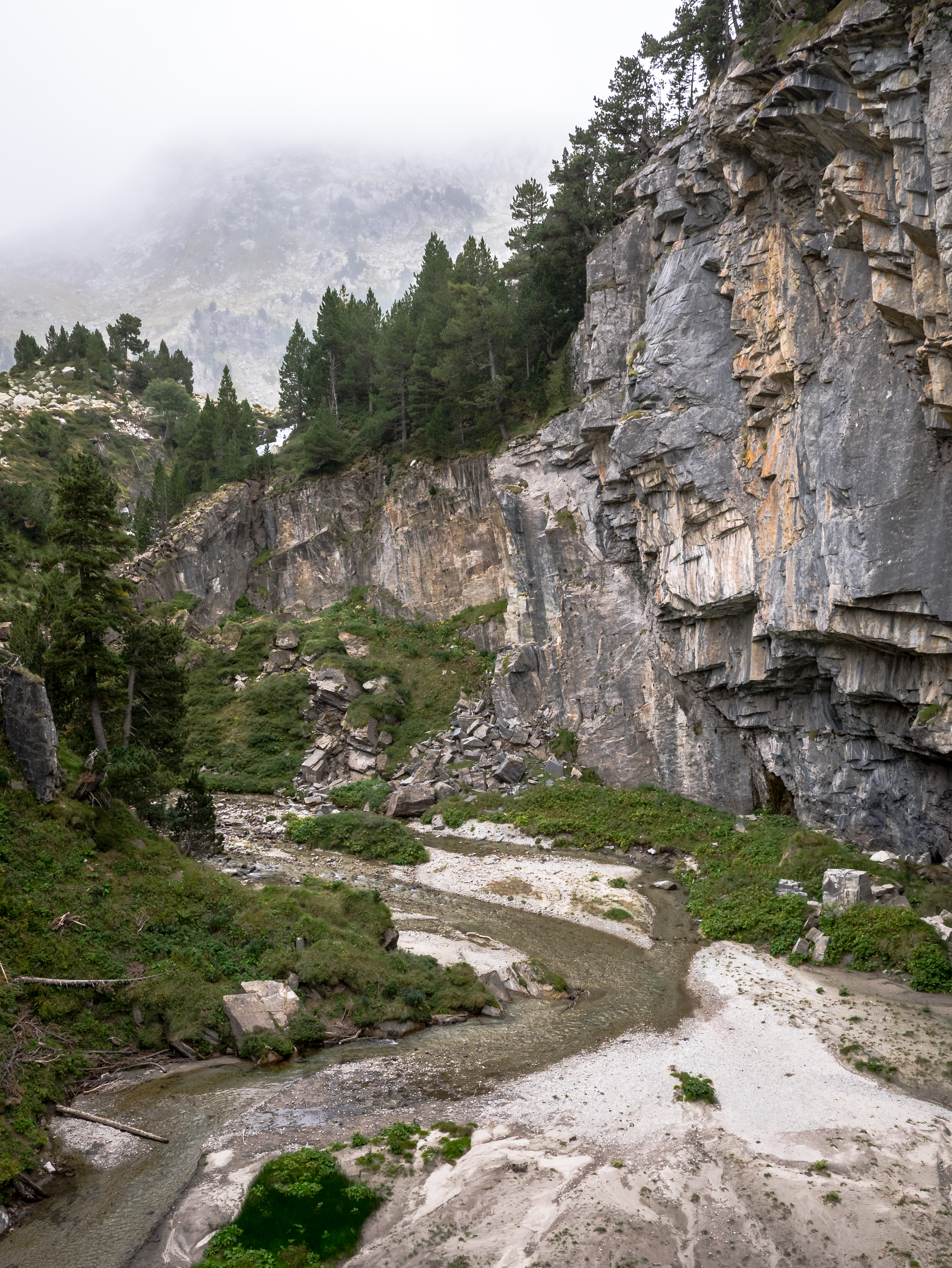
Disparition de l'eau des Barrancs et Escaleta (Maladeta) dans le sol au Forau de Aigualluts ou trou du Toro.
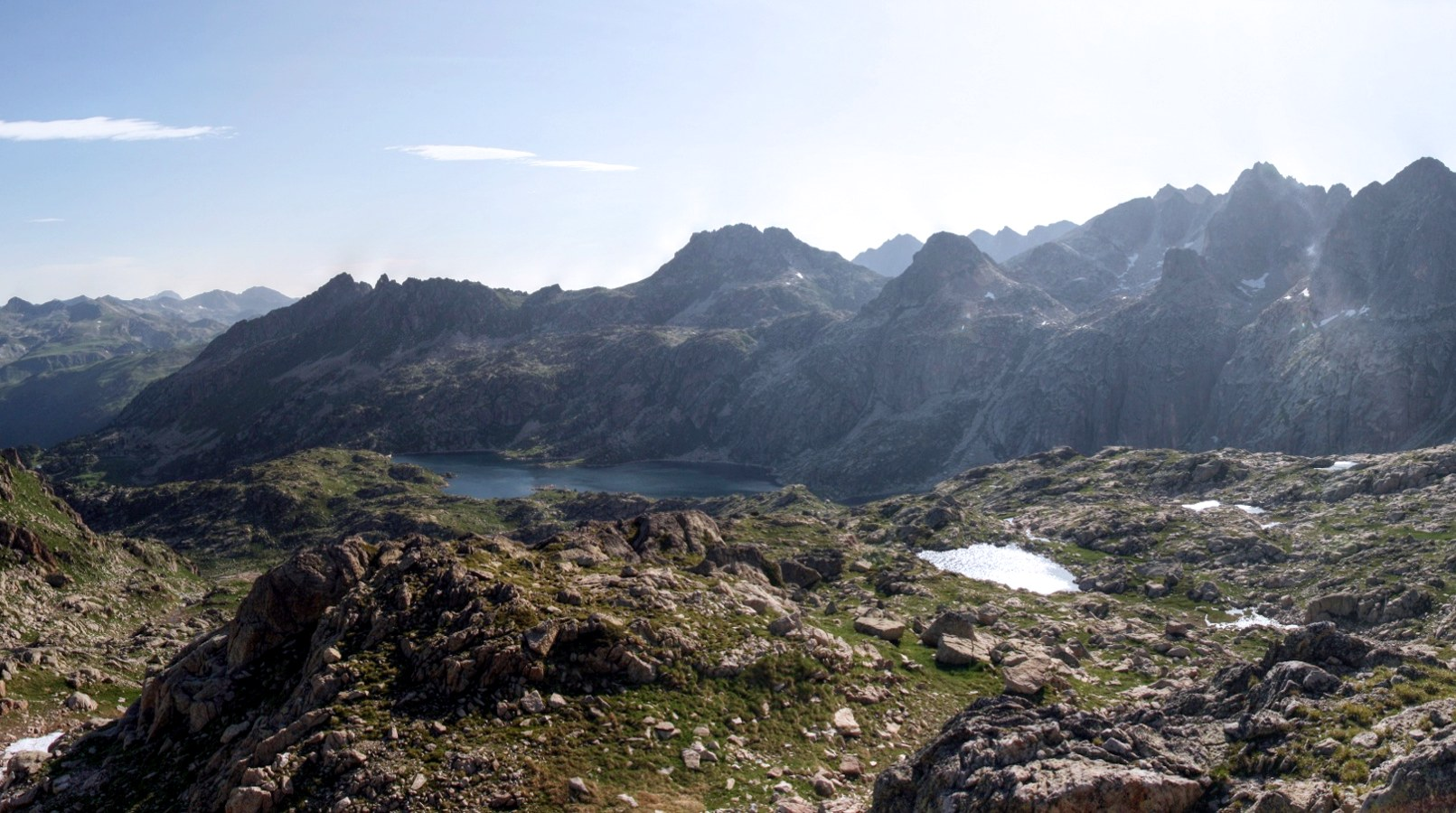
Principal lac de Saboredo et pic de Saboredo, tête de la vallée de la Garonne.

### Montagne et piémont

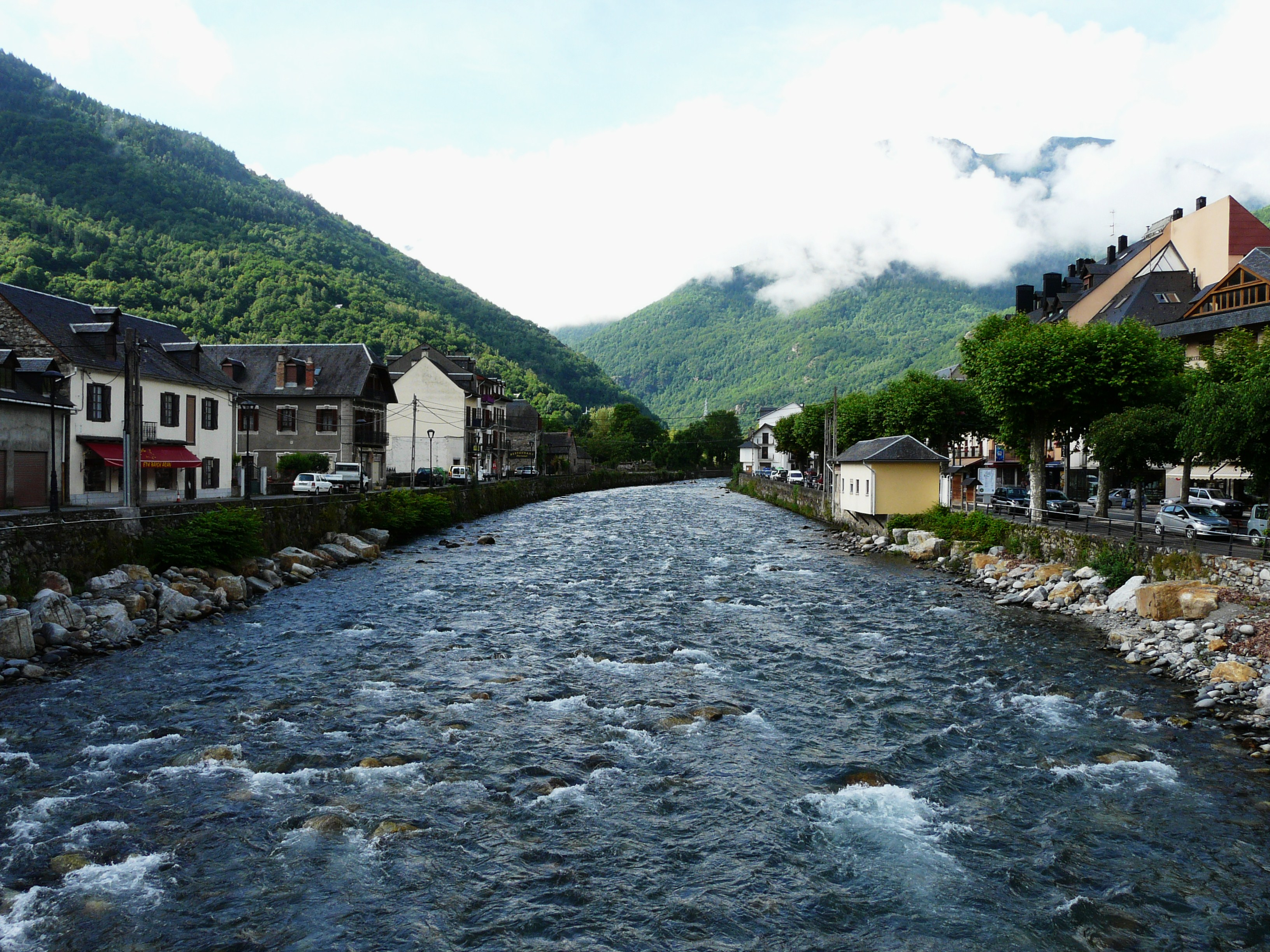
La Garonne dans sa traversée du village de Bossòst.

Le fleuve se dirige au nord, entre en France au Pont du Roy à Fos. La longueur de son parcours restant en France jusqu'à l'embouchure est de 521,9 km.
Il reçoit ensuite la Pique descendue des massifs de Luchon. Il quitte les Pyrénées après avoir arrosé le site antique de Saint-Bertrand-de-Comminges, puis il reçoit la Neste à Montréjeau, change de direction pour se diriger vers le nord-est en une large vallée (plaine de Rivière), il arrose Saint-Gaudens, franchit les Petites Pyrénées entre Saint-Martory et Martres-Tolosane, reçoit le Salat descendu de Saint-Girons.

### La vallée de la Garonne
La vallée très large s'étage en terrasses alluviales étagées sur la rive gauche (basse et relativement plate, par rapport à la rive droite plus haute et plus escarpée), cette dissymétrie traduisant, lors des phases de remblaiement fluviatile, une migration progressive du cours du fleuve vers le nord et vers l'est. « Déplacement encore mal expliqué : est-il lié à des apports alluviaux des cours d'eau pyrénéens et gascons tellement massifs qu'ils ont repoussé le fleuve sur sa droite ? Faut- il y voir un rejeu, au Quaternaire, de la flexure qui suit le tracé de la Garonne ? »
Le fleuve traverse Muret, reçoit l'Ariège à Portet-sur-Garonne pour atteindre Toulouse où il change de direction en se dirigeant au nord-ouest pour se jeter dans l'Atlantique à son embouchure en commun avec la Dordogne où les deux fleuves forment l'estuaire de la Gironde.
Entre Toulouse et Bordeaux, le fleuve traverse Agen et reçoit ses principaux affluents sur la rive droite, le Tarn et le Lot issus du système hydrologique du Massif central.
Le fleuve est navigable de l'océan à Langon. Un canal latéral a été construit au XIXe siècle pour joindre Langon (Castets-en-Dorthe) à Toulouse (liaison avec le canal du Midi de Toulouse à Sète). La marée se fait sentir jusqu'à Casseuil, soit 12 km en amont de Langon. Des oscillations caractéristiques sont aussi observables à La Réole, 5 km plus amont (lorsque le débit est suffisamment faible).
Des Pyrénées à Toulouse, le fleuve est aménagé pour l'industrie hydroélectrique.
Plus récemment, deux centrales nucléaires sont implantées sur les rives :
- la centrale nucléaire du Blayais ;
- la centrale nucléaire de Golfech.

La Vallée de la Garonne
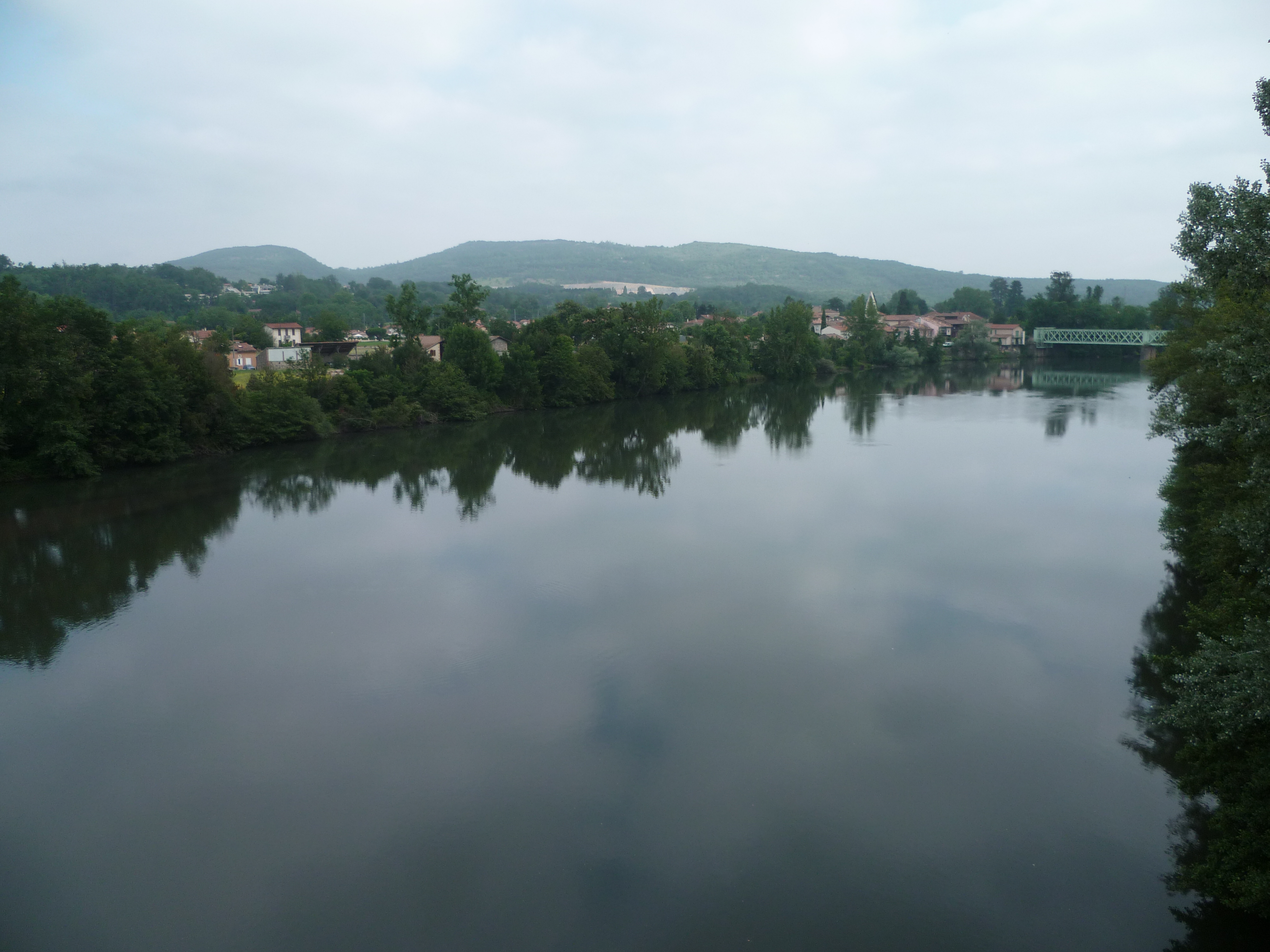
La Garonne à Boussens.
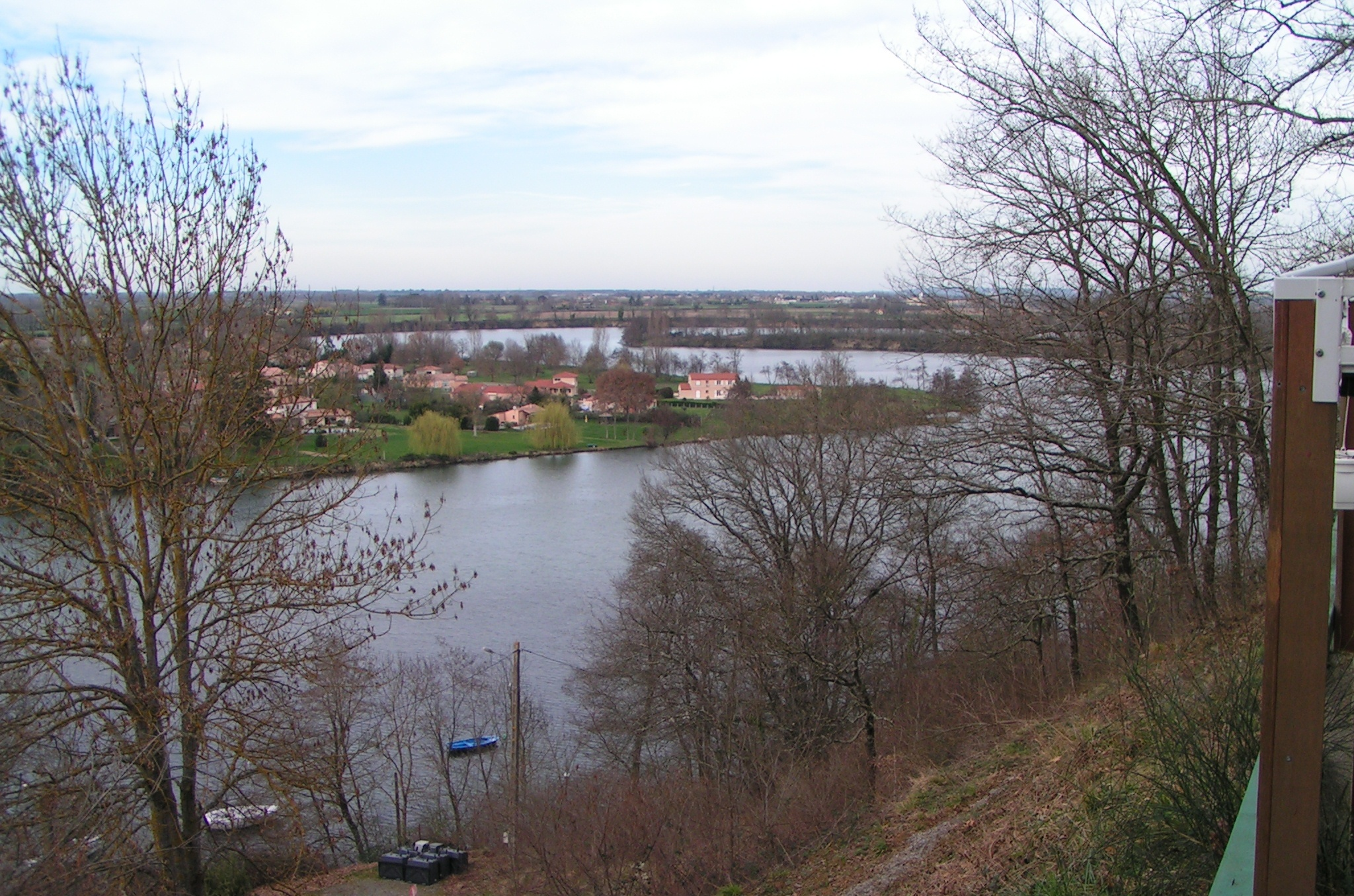
La Garonne à Salles-sur-Garonne.
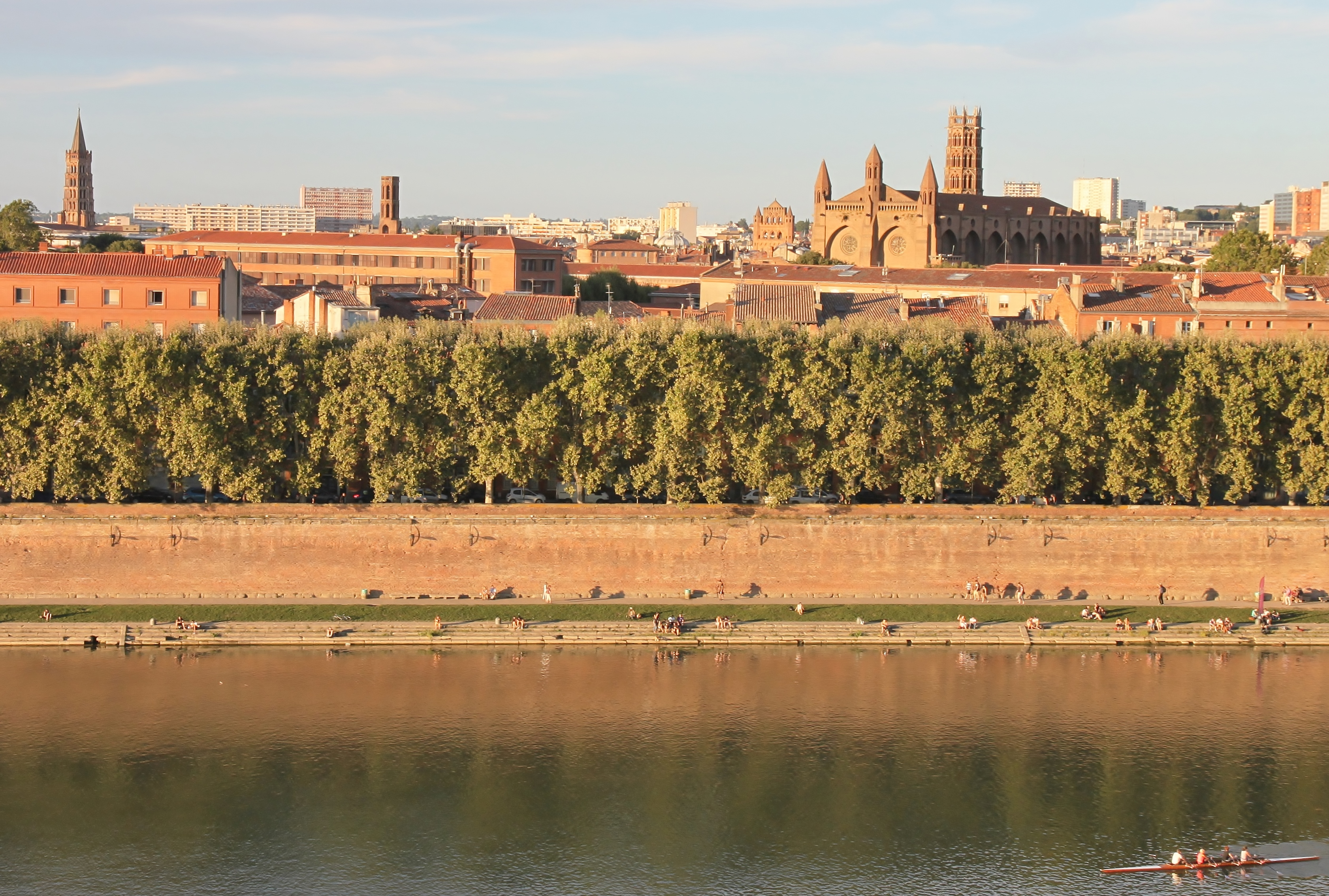
Quais de Garonne à Toulouse.

### Départements et principales villes traversés
- Val d'Aran (Espagne) : Vielha e Mijaran
- Haute-Garonne : Montréjeau, Saint-Gaudens, Muret, Toulouse, Blagnac
- Tarn-et-Garonne : Verdun-sur-Garonne, Castelsarrasin
- Lot-et-Garonne : Agen, Tonneins, Marmande
- Gironde : La Réole, Langon, Bordeaux

### Principaux affluents
En descendant le cours du fleuve, on rencontre les affluents suivants, de plus de 50 km de long :
- la Neste
- le Salat
- l'Arize
- la Louge
- l'Ariège
- le Touch
- la Save
- la Gimone
- l’Aussonnelle
- l'Hers-Mort
- le Tarn
- l'Arrats
- la Barguelonne
- l'Auroue
- la Séoune
- le Gers
- l'Auvignon
- la Baïse
- le Lot
- l'Avance
- le Dropt
- le Ciron

Diagramme comparatif des bassins versants des principaux affluents, supérieurs à 1 000 km2 :

### L'Estuaire
À Bordeaux, le fleuve est très large et sous l'influence des marées. À marée montante se forme un mascaret qui remonte le fleuve,,. L'eau salée de l'océan remonte à Bordeaux en période d'étiage, quand le mascaret peut être observé jusqu'en amont de Cadillac en périodes de grandes marées.

L'Estuaire
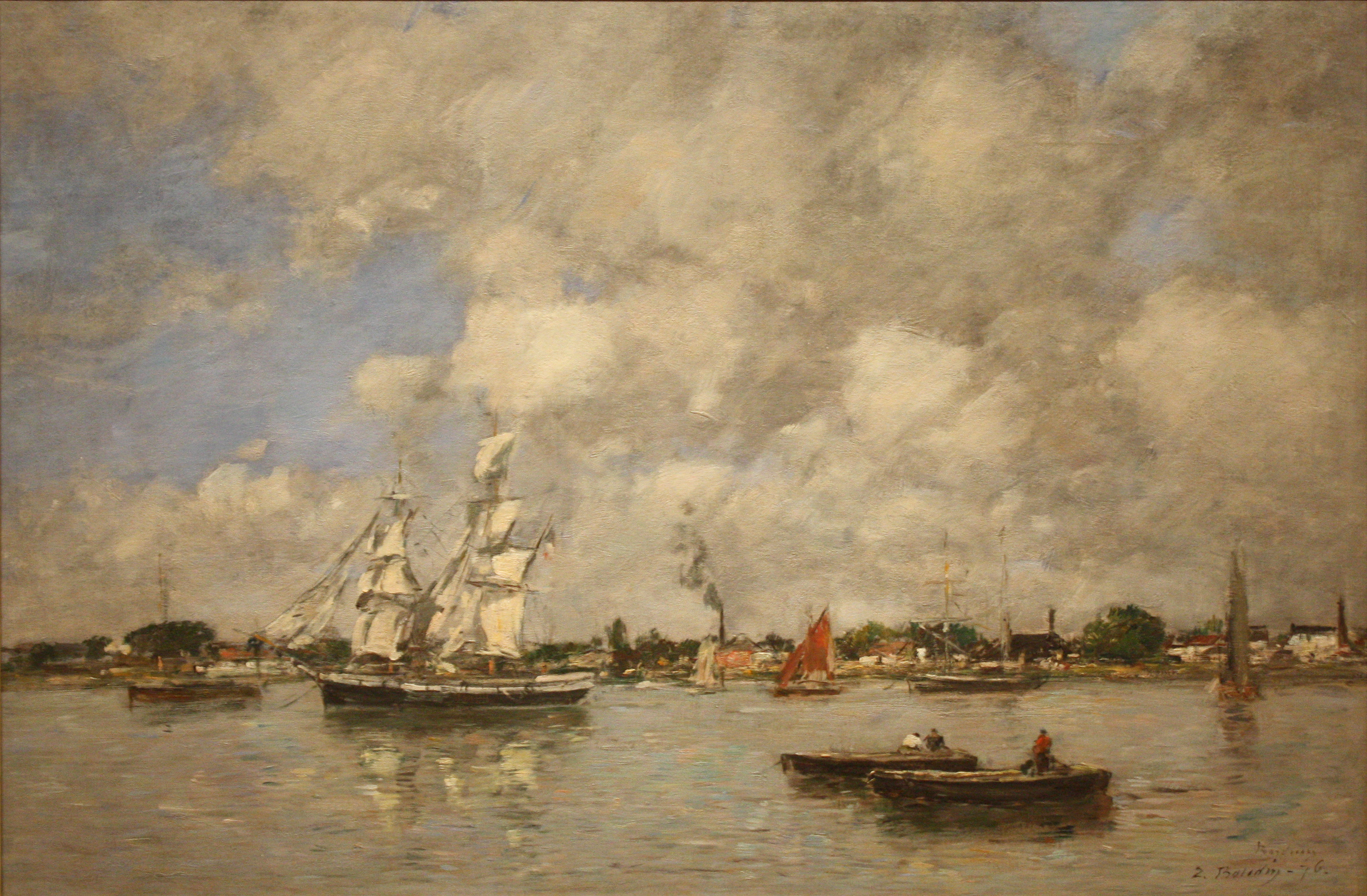
Bordeaux, bateaux sur la Garonne Eugène Boudin, 1876 Columbus Museum of Art.
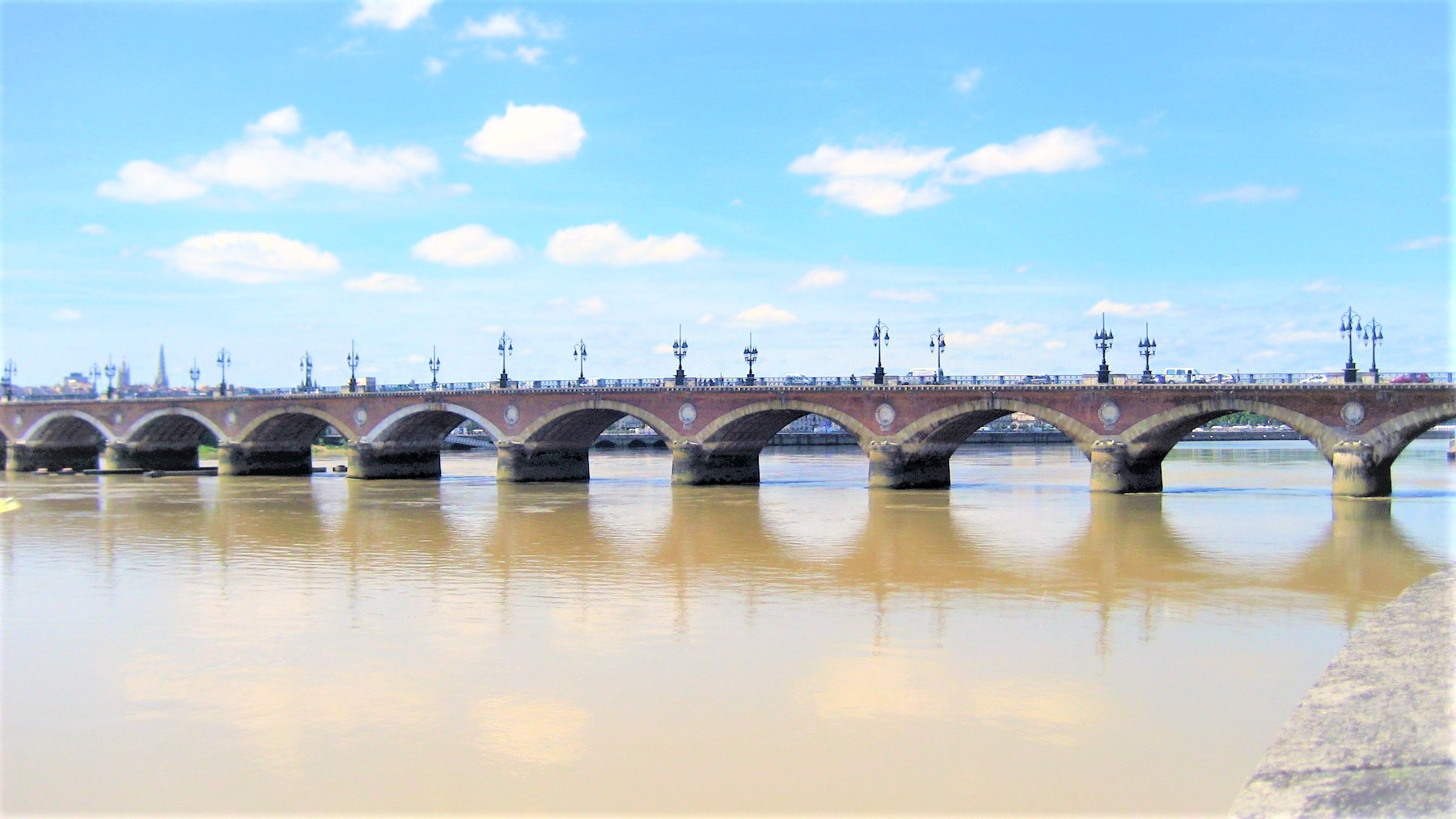
Le pont de pierre de Bordeaux avec ses dix-sept arches.
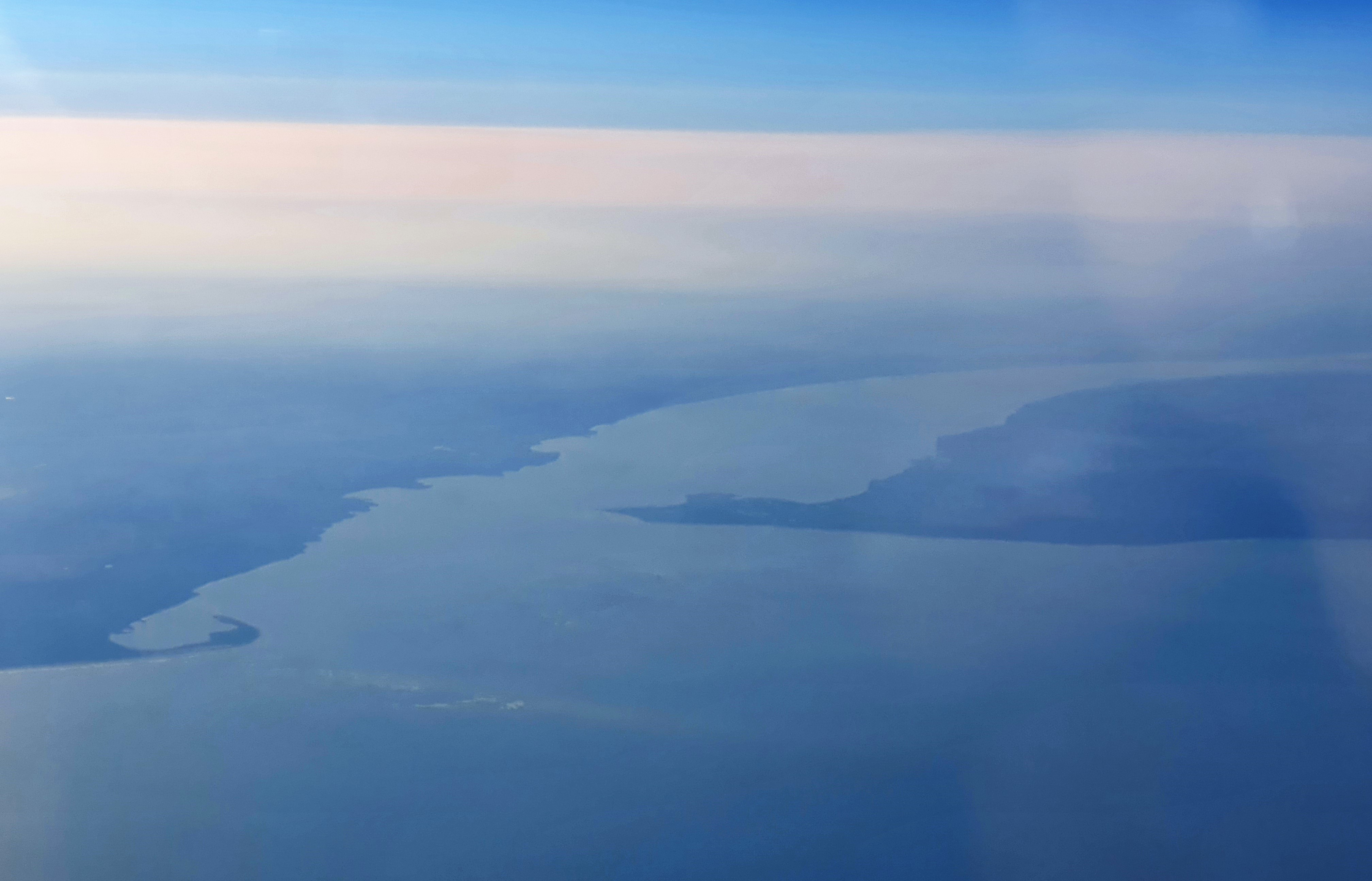
Vue aérienne de l'estuaire.

## Hydrographie

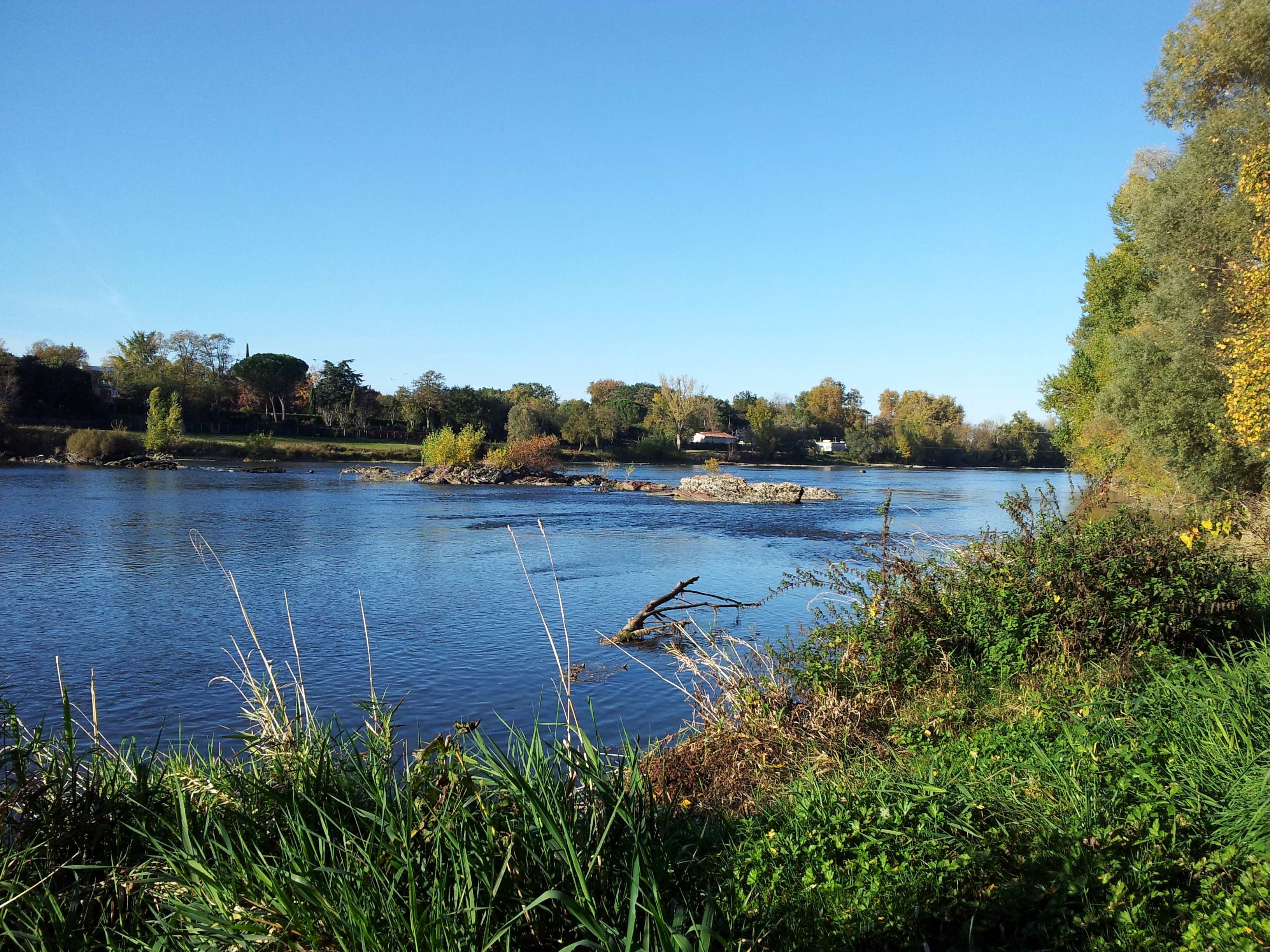
La Garonne à la fin de l'été au sud de Toulouse.

Dans sa partie supérieure, à l'amont de Toulouse, son débit dépend de l'enneigement et de la fonte des neiges et, dans sa partie inférieure, elle a une alimentation pluviale due à ses principaux affluents.
La Garonne alimente aussi plusieurs canaux :
- le canal de Saint-Martory avec la prise d'eau à Saint-Martory, prélève 10 m3/s au fleuve[22] ;
- le canal latéral à la Garonne avec la prise d'eau à Toulouse par le canal de Brienne.

Le SANDRE attribue à la Garonne le numéro d'identité hydrographique 0---00000 et le code générique O---0000,.

## Crues de la Garonne

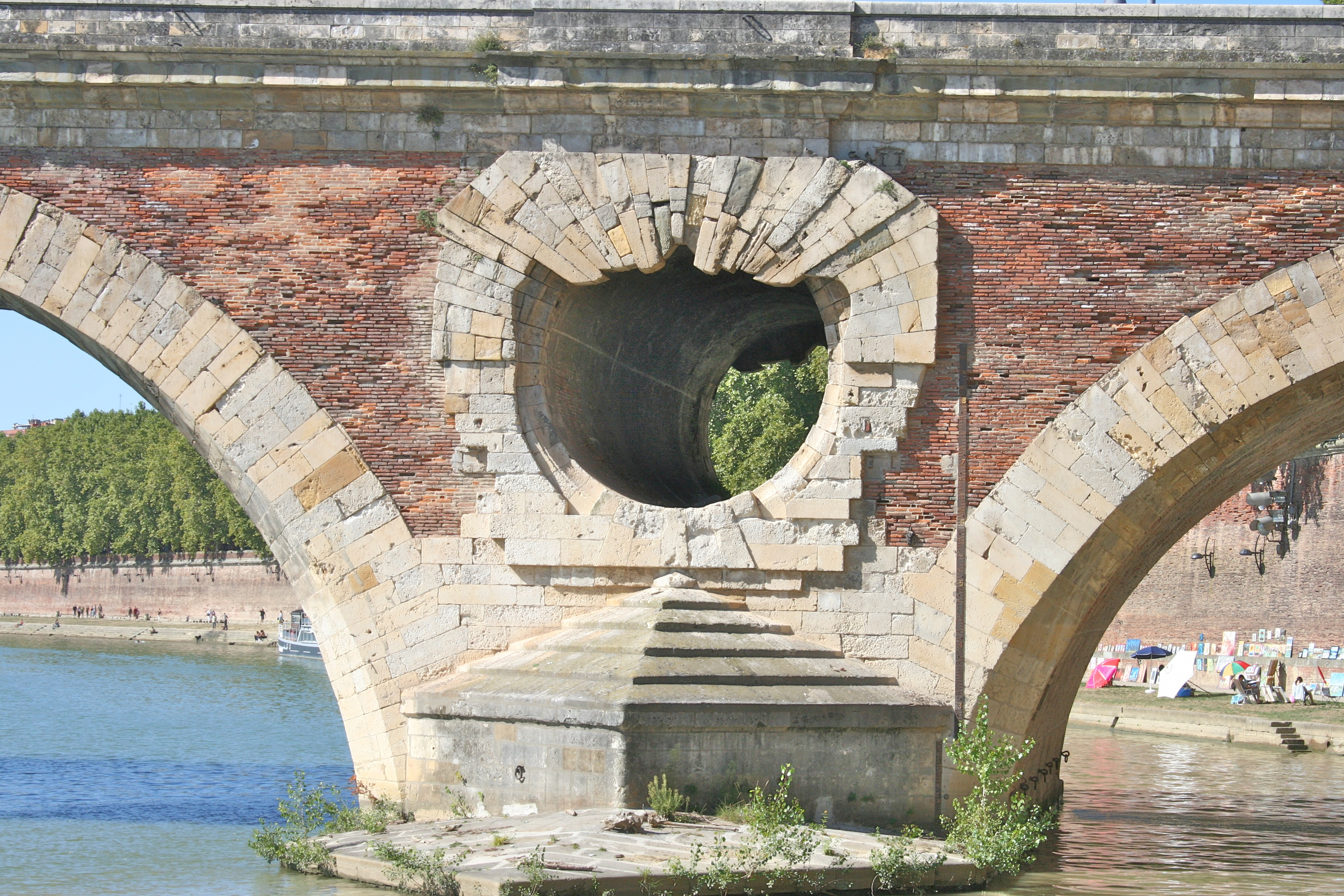
Vue sur un dégueuloir du Pont-Neuf de Toulouse. Grâce à son architecture, l'ouvrage tint bon lors de la crue de 1875.

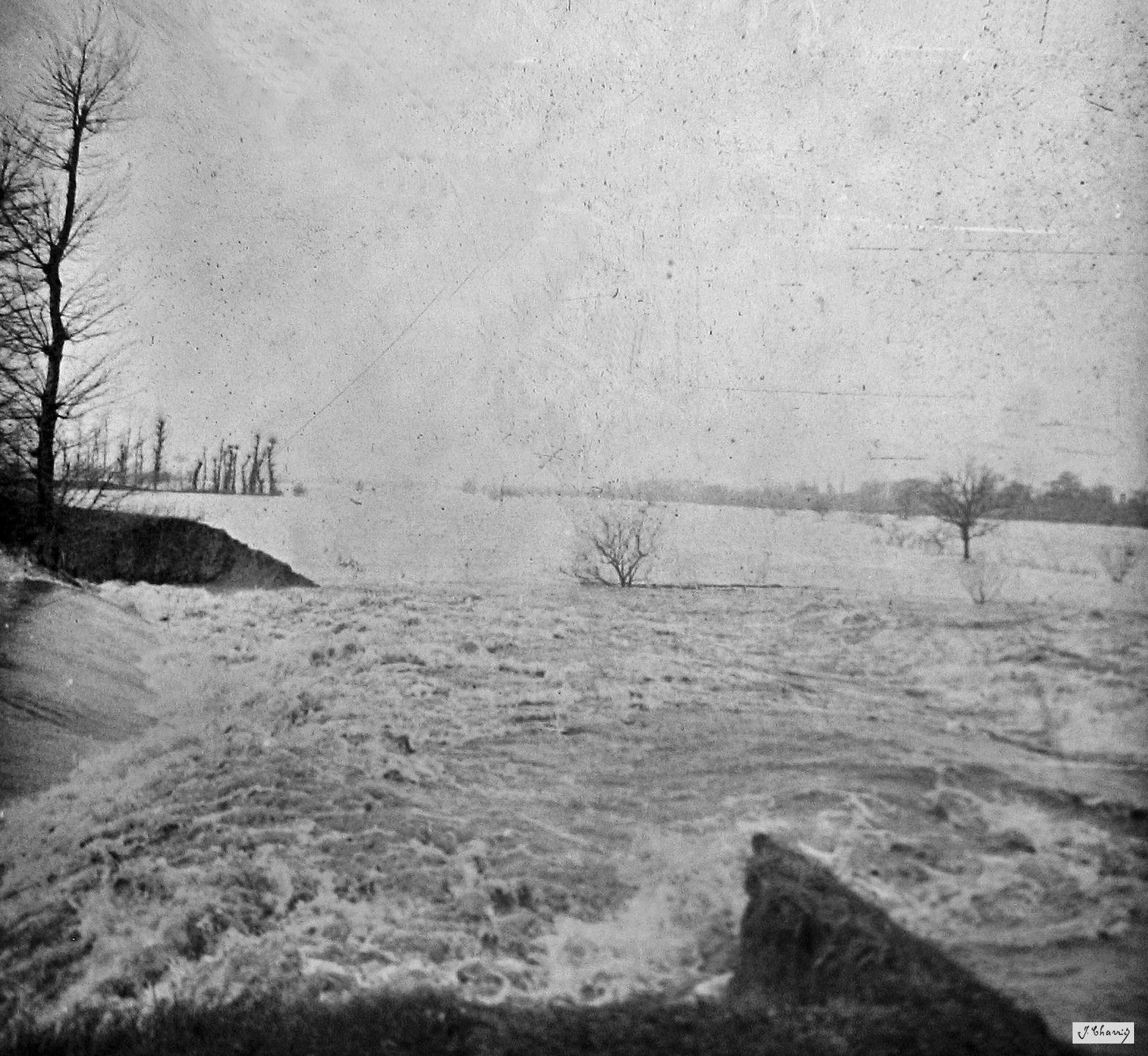
Crue de la Garonne de 1930, rupture de la matte à Thivras (Marmande).

À Toulouse, la Garonne a subi de nombreuses crues, notamment depuis que sa rive gauche est habitée. Il y aurait ainsi eu des crues vers 1177, en 1220, en 1258, en 1430, en 1523, en 1536 et en 1589, en 1608, en 1658, en 1673, en 1675, en 1709, en 1712, en 1727, en 1750, en 1772, 1788, 1804 et 1810, et en 1827 et en 1835, en 1855, en 1856.
À Toulouse, en 1827, la Garonne à quatre mètres au-dessus du niveau ordinaire remplit les arches du pont de Pierre ou Pont neuf.
En 1835, la Garonne monte à cinq mètres 35 au-dessus de l'étiage et passe par les quatre lunes du pont.
En 1772, la Garonne atteint 8 mètres 50.
- Crue de la Garonne en 1835 : 7,50 m à Toulouse Pont-Neuf
- Crue de la Garonne en 1855 : 7,25 m à Toulouse Pont-Neuf
- Crue de la Garonne en 1875 : 9,70 m à Toulouse Pont-Neuf (ou 8m32 d'après vigicrue).
- Crue de la Garonne en 1879 : 4,87 m à Toulouse Pont-Neuf
- Crue de la Garonne en 1890 : 3,30 m à Toulouse Pont-Neuf
- Crue de la Garonne en 1900 : 4,00 m à Toulouse Pont-Neuf
- Crue de la Garonne en 1905 : 4,24 m à Toulouse Pont-Neuf
- Crue de 1927 en Aquitaine, particulièrement imposante après le confluent de la Garonne avec le Lot (dont elle est restée crue de référence), insignifiante en amont[27].
- Crue de la Garonne en 1952 : 4,57 m à Toulouse Pont-Neuf
- Crue de la Garonne en 1977 : 4,31 m à Toulouse Pont-Neuf
- Crue de la Garonne en 2000 : 4,38 m à Toulouse Pont-Neuf
- Crue de la Garonne en 2004 : 3,52 m à Toulouse Pont-Neuf
- Crue de la Garonne en 2022 : 4,31 m à Toulouse Pont-Neuf le 11 janvier[28]

En 1777, la Garonne subit une crue extraordinaire au point que le curé de Bourdelles prit la peine de retranscrire l'événement, à la fin des actes de l'année, dans le registre paroissial des baptêmes, mariages et décès :

« Soit pour mémoire que le dix sept May de cette présente année que la Rivière de Garonne étant débordée pendant trois diverses fois a noyé et perdu totalement la Récolte de la parroisse de Bourdelles qui obligea les habitants a faucher les Bleds foins, et qu'il ne ramasser que quatre boisseaux moins deux picotins froment, neuf de Bled d'Espagne, et du tout de vin. »

## Hydrologie - Les débits

### La Garonne au Mas-d'Agenais
Le débit de la Garonne a été observé sur une période de 76 ans (1913-1988), au Mas-d'Agenais, localité du département de Lot-et-Garonne située à une douzaine de kilomètres en amont de la ville de Marmande. La surface prise en compte est de 52 000 km2, ce qui correspond à près de 95 % du bassin versant total du fleuve qui fait plus ou moins 55 000 km2.
Le module du fleuve au Mas-d'Agenais est de 631 m3/s (plus que la Seine à son embouchure qui fait plus ou moins 540 m3/s).
La Garonne présente des fluctuations saisonnières de débit bien marquées, mais pas excessives. Les hautes eaux se situent en hiver et au printemps, et se caractérisent par des débits mensuels moyens allant de 832 à 1 030 m3/s, de décembre à mai inclus (avec un léger sommet en février). Dès fin mai, le débit diminue progressivement ce qui mène aux basses eaux d'été. Celles-ci ont lieu de juillet à octobre inclus, et s'accompagnent d'une baisse du débit mensuel moyen jusqu'au niveau de 190 m3/s au mois d'août, ce qui reste considérable. Mais les fluctuations de débit sont plus importantes selon les années, ou observées sur de courtes périodes.

### Étiage ou basses eaux
Aux étiages, le VCN3 peut chuter jusqu'à 77 m3/s, en cas de période quinquennale sèche, ce qui est loin d'être sévère. Le débit de la Garonne se maintient ainsi bien mieux que ceux de la Seine ou de la Loire, en période de sécheresse.

### Crues

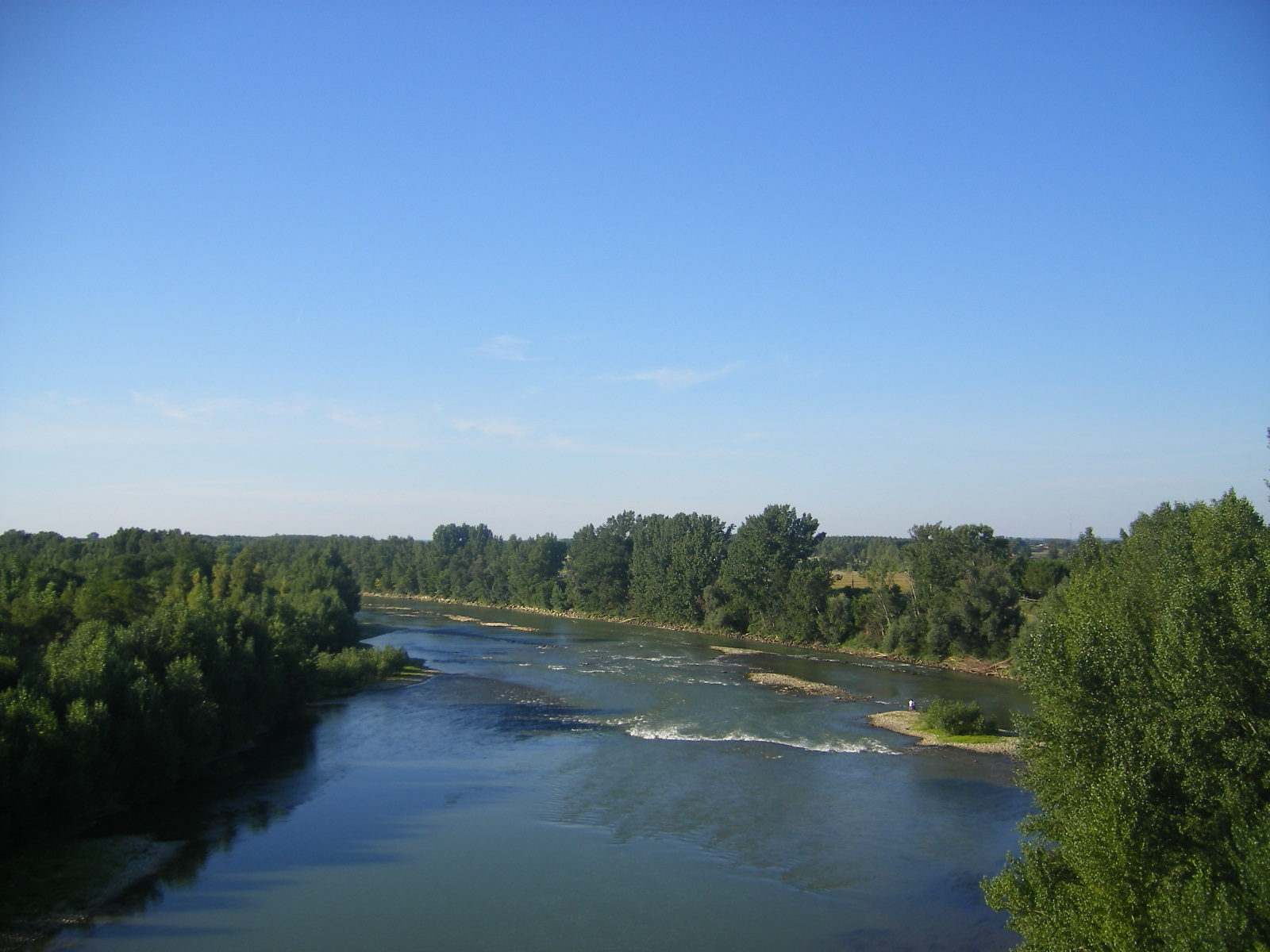
La Garonne à Bourret (département de Tarn-et-Garonne).
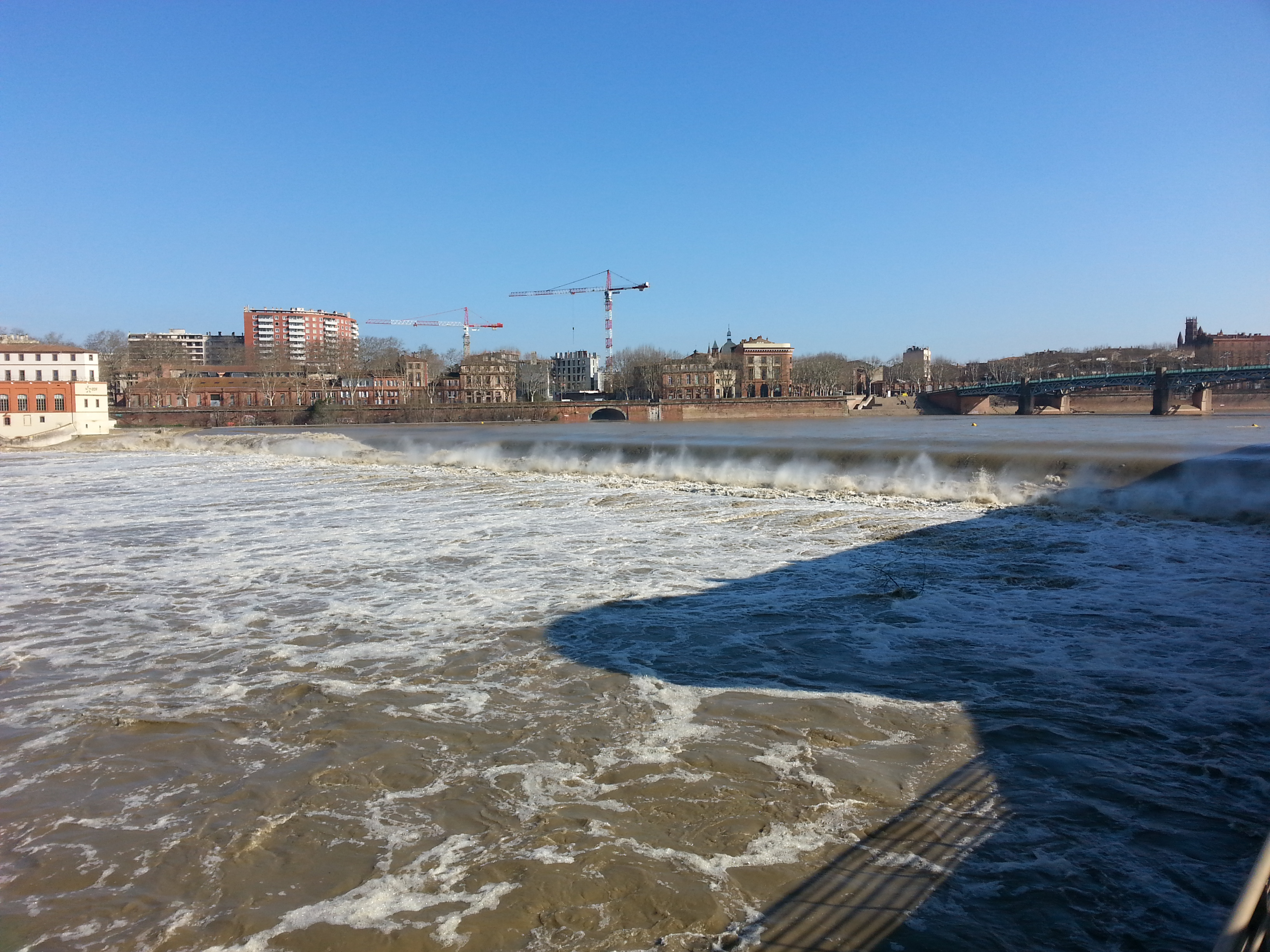
La Garonne à Toulouse lors d'une crue hivernale.
- Crue de janvier 2022 à Toulouse.

D'autre part, les crues du fleuve peuvent être assez importantes, aggravées par la taille élevée de son bassin versant. Les QIX 2 et QIX 5 valent respectivement 3 500 et 4 400 m3/s. Le QIX 10 se monte à 5 000 m3/s, et le QIX 20 en vaut 5 500 m3/s. Quant au QIX 50, il se monte à pas moins de 6 300 m3/s, soit presque le débit moyen ou module du Danube en fin de parcours. Ainsi la possibilité d'importants débordements menace constamment.
Le débit journalier maximal enregistré au Mas-d'Agenais a été de 5 700 m3/s le 5 mars 1930, lors de l'inondation historique de 1930. En comparant cette valeur à l'échelle des QIX exposée plus haut, il apparaît que cette crue était un peu plus importante que la crue vicennale calculée par le QIX 20 (une crue vicennale a, chaque année, une probabilité de 1/20 de se produire).
On peut aussi noter les estimations de la crue de la Garonne en 1875 où au moins 10 000 m3/s auraient transité en aval du confluent avec le Tarn.

### Lame d'eau et débit spécifique
Bien qu'une bonne partie des plaines de son bassin soient peu arrosées, au point de nécessiter des ouvrages d'irrigation, la Garonne est un fleuve abondant, puissamment alimenté par les fortes précipitations des hauts sommets des Pyrénées centrales, et d'une bonne partie du Massif central. La lame d'eau écoulée dans son bassin versant se monte à 384 millimètres annuellement, ce qui est nettement supérieur à la moyenne d'ensemble de la France tous bassins confondus (320 millimètres par an). Le débit spécifique (ou Qsp) atteint 12,1 litres par seconde et par kilomètre carré de bassin.

## Hydrologie - l'étiage (juillet-octobre)

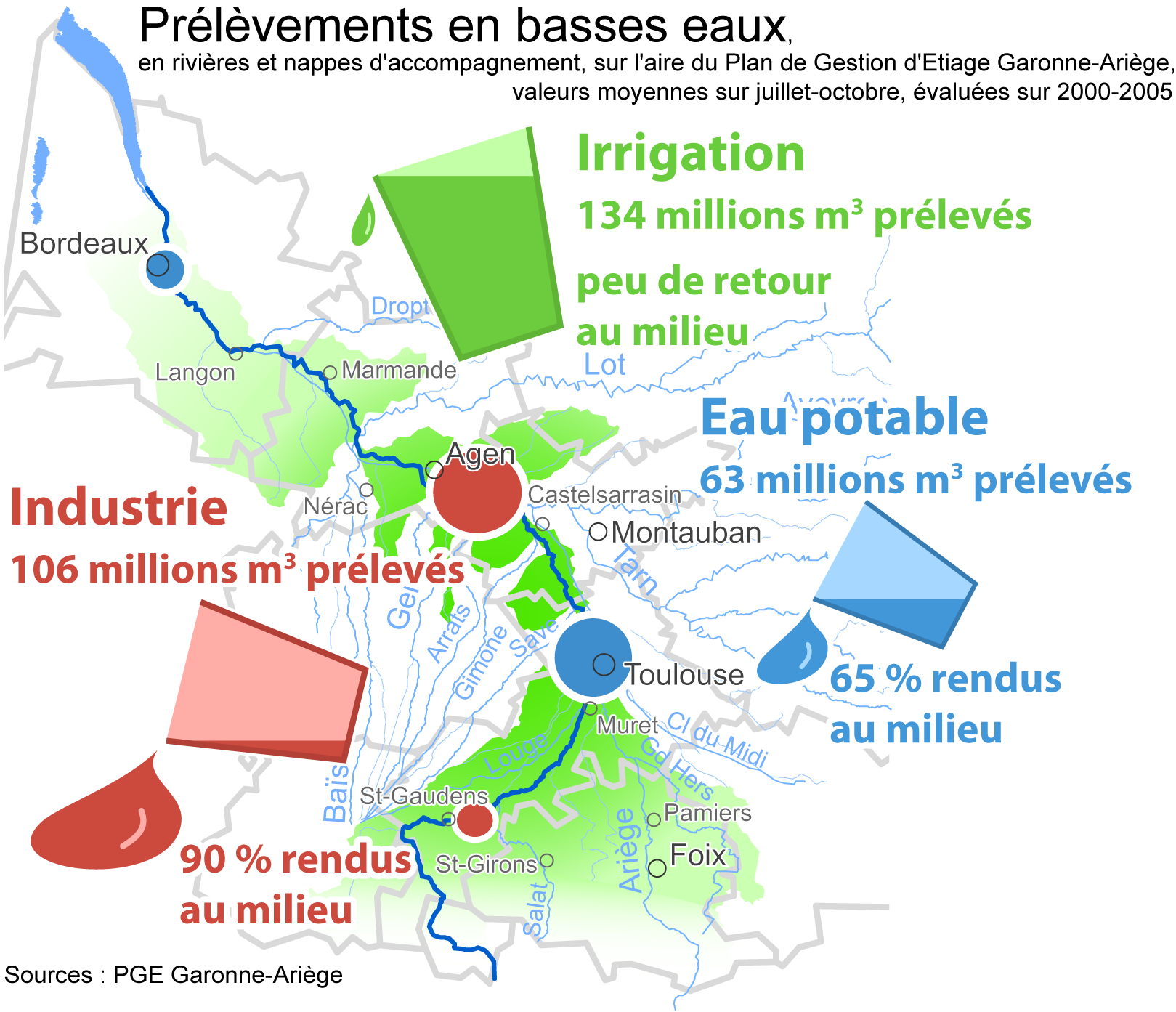
Les prélèvements.

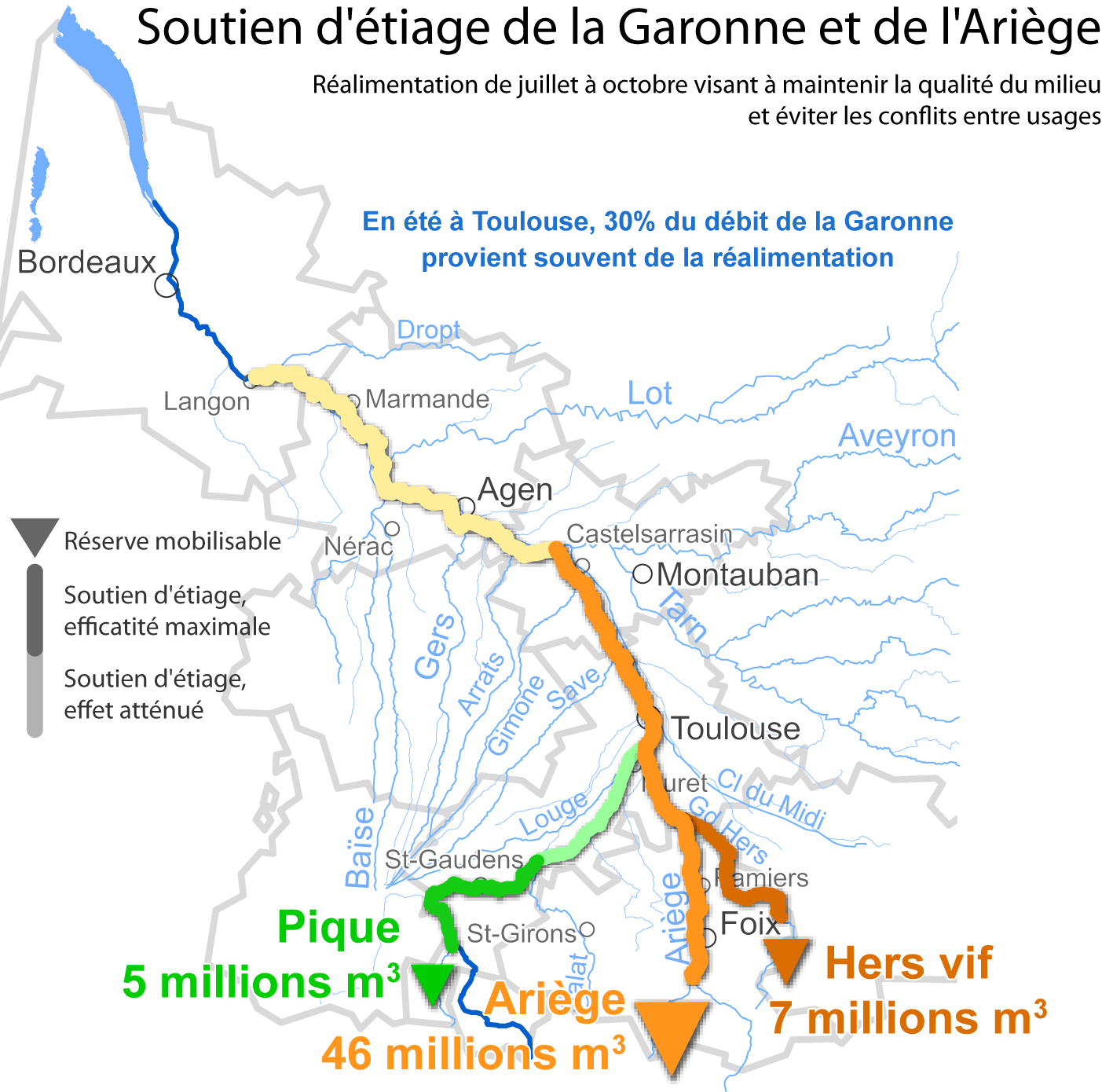
Le soutien d'étiage.

Les débits généralement faibles en été et en automne, période appelée étiage, coïncident avec des prélèvements importants. Afin de limiter les risques pour la Garonne et éviter les conflits entre usage, une réalimentation du fleuve est assurée à partir de réservoirs situés dans les Pyrénées.
Les usages préleveurs (données moyennes sur l'aire du Plan de Gestion d'Étiage du 1er juillet au 31 octobre) :
- L'eau potable : réguliers sur l’année, les prélèvements d’eau potable représentent, à l’étiage, environ 60 millions de mètres cubes (hm3). Un tiers est consommé, les deux tiers sont restitués au milieu. Cependant, les effluents des stations d’épuration ont un impact d’autant plus important que le niveau d’eau est faible.
- L'industrie : les prélèvements industriels (nucléaire, hydroélectricité, papeteries…) réguliers sur l’année, représentent à l’étiage 108 hm3. Cette eau est largement restituée, la consommation nette représente à peine 7 % du prélèvement, mais peut engendrer des variations instantanées de débits préjudiciables à l’écosystème et aux autres activités.
- L'agriculture : l’irrigation représente 40 % des prélèvements à l’étiage, mais 80 % de la consommation, peu d'eau d'irrigation revenant au milieu. Toutefois, le cycle biologique des plantes allant de mai à septembre, les premiers besoins sont servis par l’hydrologie naturelle et les pluies. L’impact éventuel des pompages agricoles ne débute qu’à la mi-juillet et s’estompe début septembre. S’il reste faible par rapport aux débits naturels, en années humides, il peut être déterminant en années sèches (mini 93 hm3, maxi 188 hm3). 
 À l'aval du bassin, le prélèvement net agricole (non compensé, donc pouvant peser sur la ressource naturelle) peut atteindre, au plus fort de la campagne d'irrigation (entre le 25 juillet et le 5 août), 20 à 25 m3/s ; l'objectif d'étiage étant quant à lui de 110 m3/s.
- Les transferts d'eau : représentent jusqu'à 212 hm3. Trois canaux prélèvent de l’eau sur les quatre mois d’étiage : le canal de Garonne et de celui de Saint-Martory (dont les prélèvements en Garonne, non compensés, pèsent sur la ressource naturelle quand elle vient à manquer) et le canal de la Neste (dont le prélèvement en Neste d'Aure est compensé à 50 % par les lacs d'altitude du Néouvielle).

Le soutien d'étiage : Des conventions pluriannuelles de soutien d’étiage mobilisent déjà et ce depuis 1993, plus de 50 millions de mètres cubes (hm3) de ressources en amont de Toulouse (de 30 à 70 hm3 mobilisables selon les années). Sur ce stock, la moyenne du volume mobilisé est de 25 hm3 (mini 12 hm3 et maxi 46 hm3), car il y a des étés humides, des étés secs et des pluies automnales plus ou moins tardives.

## Couleur de la Garonne
Si de ses sources jusqu'aux limites du Lot-et-Garonne, le fleuve arbore une couleur habituelle allant du vert au bleu, en traversant le département de la Gironde, elle prend une couleur caramel. Cela s'explique par la rencontre des eaux douces chargées d'argile avec la marée qui remonte jusqu'à la ville de La Réole. Une réaction appelée floculation entraine alors l’agglomération des particules d'argile que les courants de marée remettent en suspension.

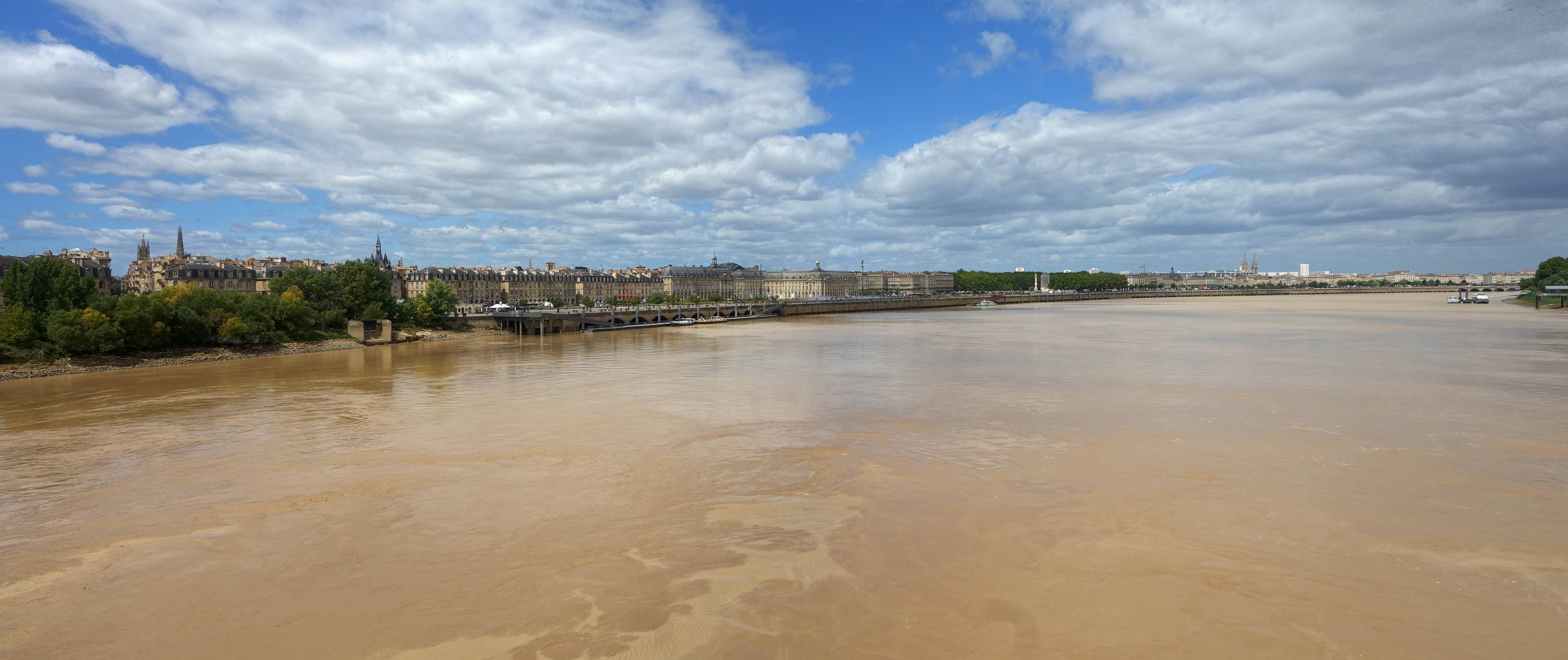
La couleur caramel de la Garonne à Bordeaux.

## La navigation

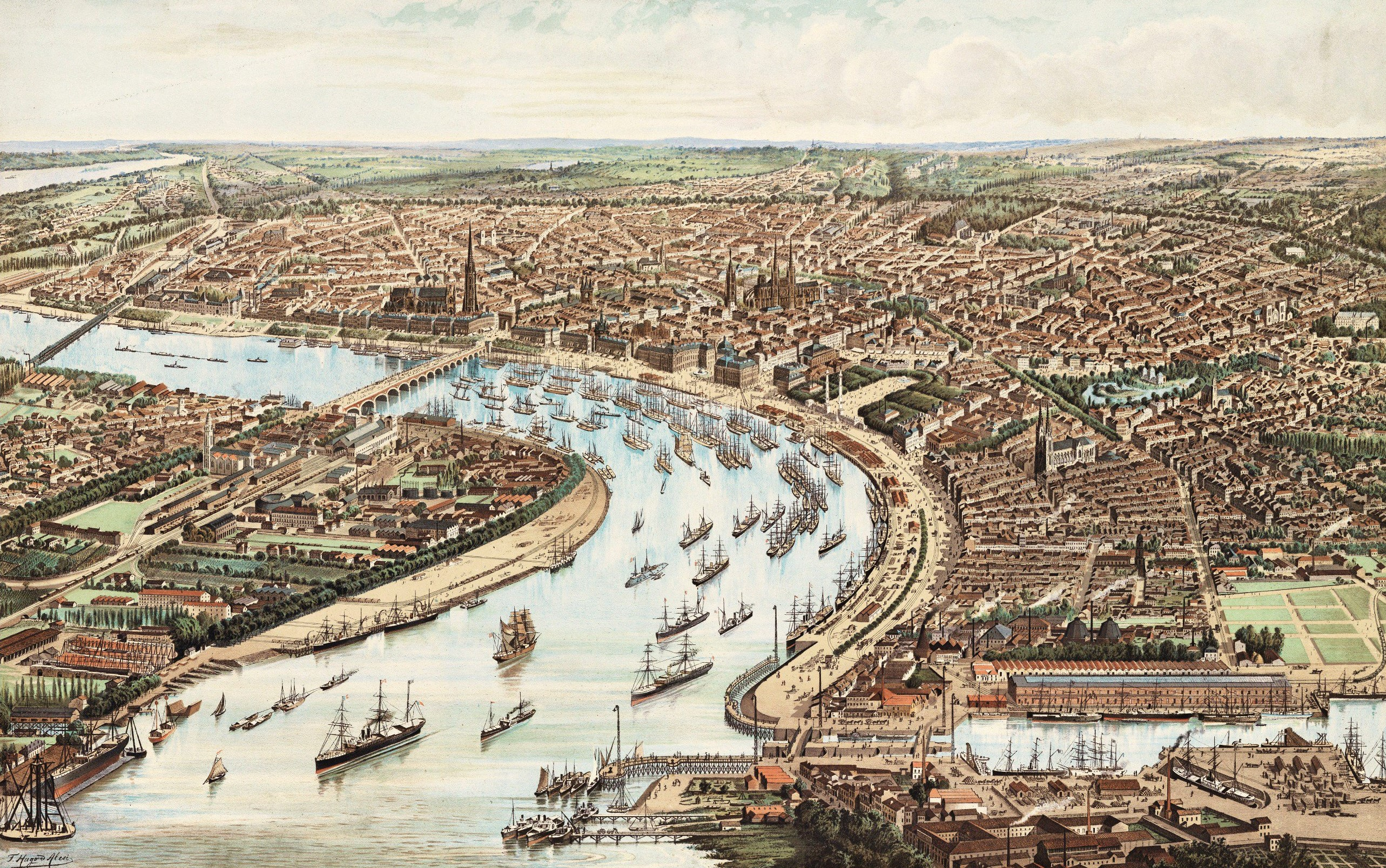
Le port de Bordeaux en 1899.

Autrefois la Garonne était un axe important de navigation et de transport de marchandises, autant fluvial que maritime. La navigabilité de la Garonne a déjà été établie dans des temps anciens sur une bonne longueur. Elle a ainsi permis à Bordeaux de devenir, au XVIIIe siècle, le premier port français, et le deuxième port mondial après Londres. La partie fluviale s'effectuait quant à elle au moyen de gabares, bateaux à fond plat conçus pour remonter les cours d'eau.
En 1822, la construction du pont de pierre a mis un terme au transport maritime en amont de Bordeaux. Puis, progressivement, l'activité portuaire a migré en aval de la ville. Elle commence désormais au terminal de Bassens, et s'étend jusqu'à celui du Verdon, en passant par les sites de Blaye et Pauillac.
En amont du pont d'Aquitaine, le trafic est presque exclusivement dédié aux bateau de croisière et au tourisme fluvial.

### Transport des pièces de l'A380

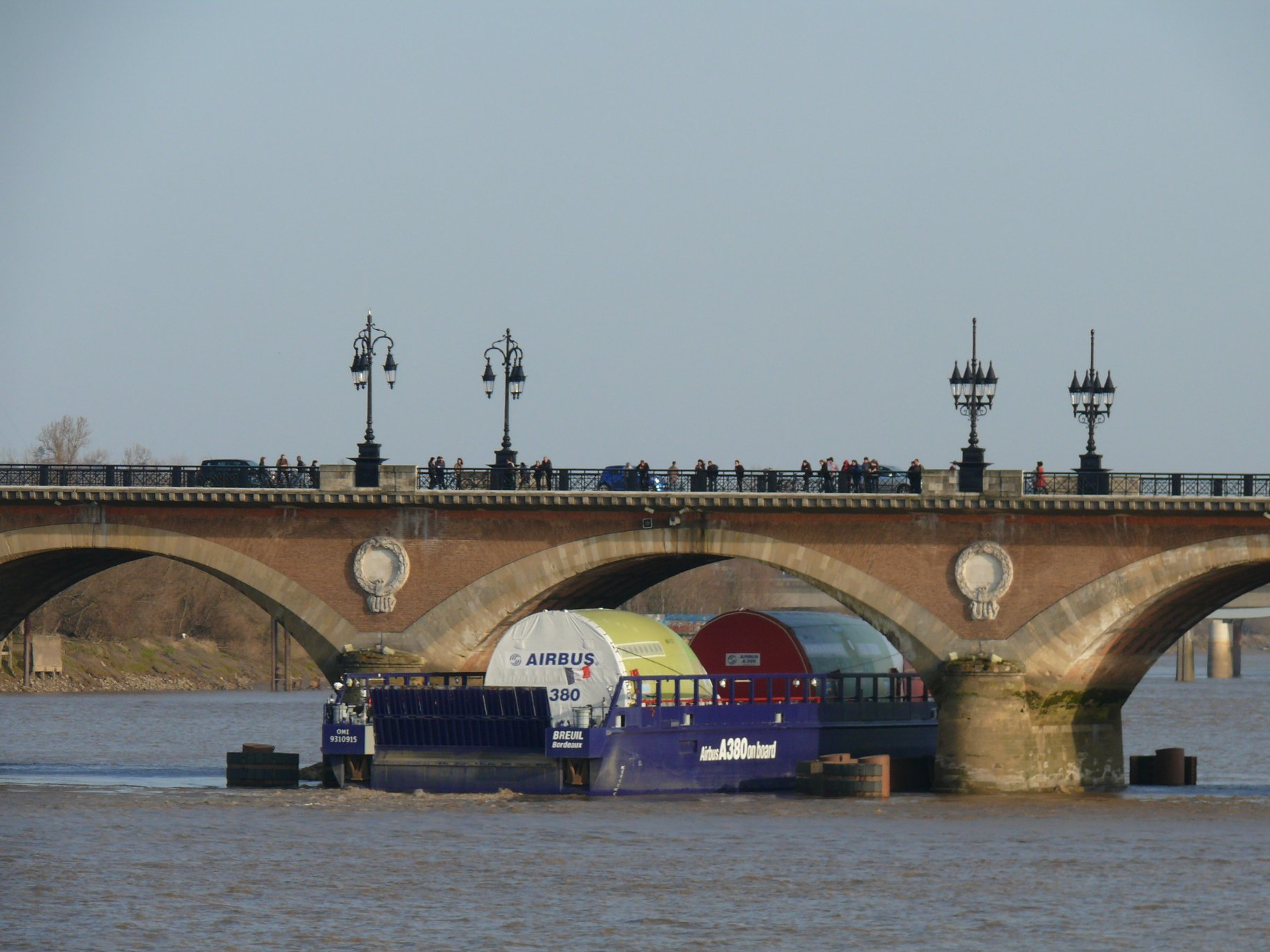
Transport de sections de l'A380 passant à Bordeaux.

Entre 2004 et 2021, la Garonne a servi à acheminer des pièces de l'avion A380, des sites de productions européens, vers les ateliers d'Airbus à Toulouse. L'arrivée dans l'estuaire s'effectuait d'abord en roulier (le Ville de Bordeaux) jusqu'à Pauillac, puis les pièces étaient transportées par barge (le Breuil et le Brion) jusqu'à Langon, la suite s'effectuant par route.

Avec l'abandon de la production de ces avions géants, ce trafic s'est arrêté en 2021.

### Navette fluviale à Bordeaux

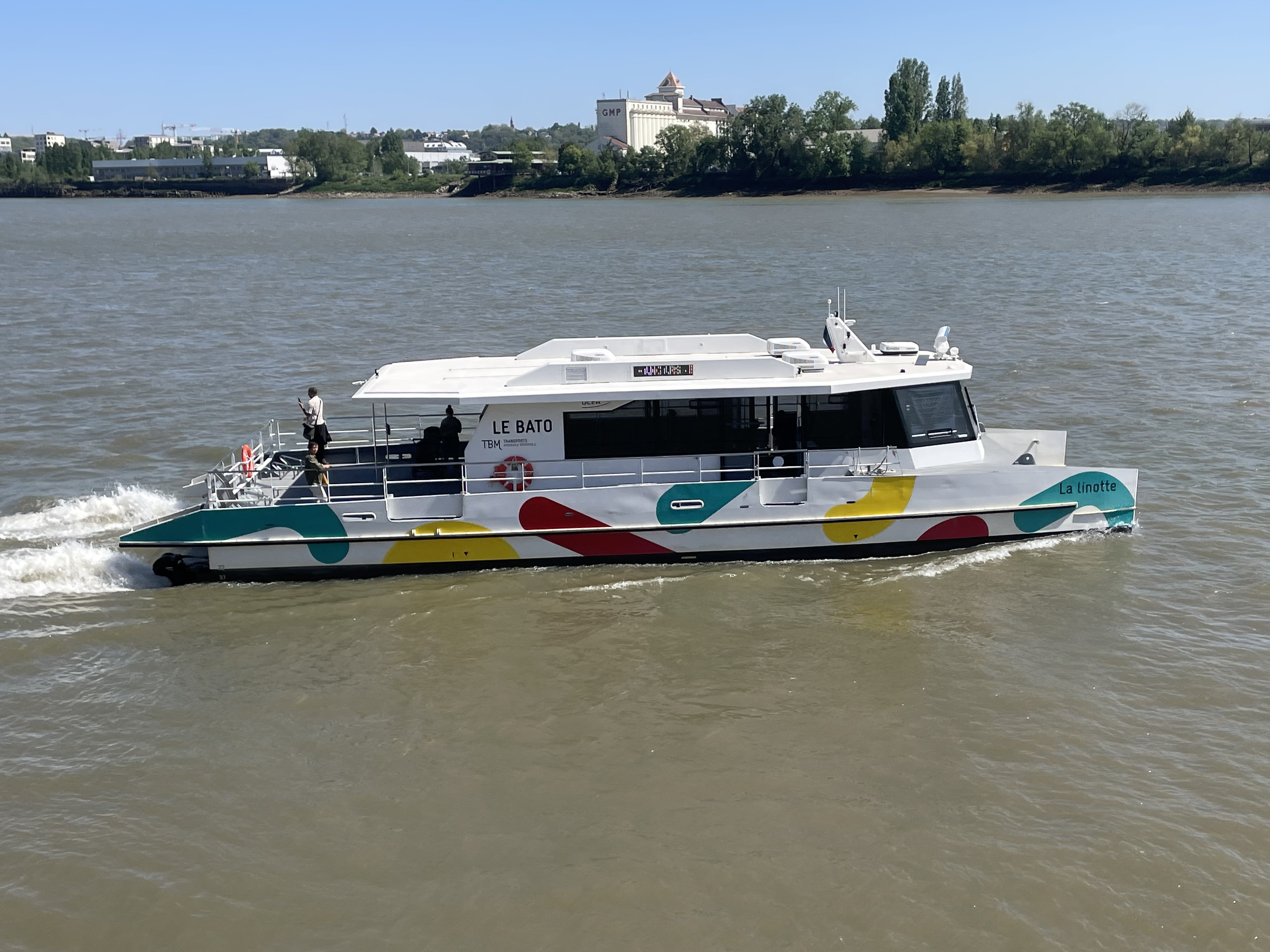
Le Bato sur la Garonne

En 2013, TBM, le réseau de transport public de Bordeaux, a mis en place un bateau-bus, Le Bato. Conçus et fabriqués par des entreprises girondine, en forme de catamaran, ces bateaux hybrides permettent aux usagers d'aller d'une rive à l'autre avec un ticket de transport.

L'exploitation de cette navette fluviale est assurée par l'entreprise Bordeaux River Cruise.

### «Garonne fertile»

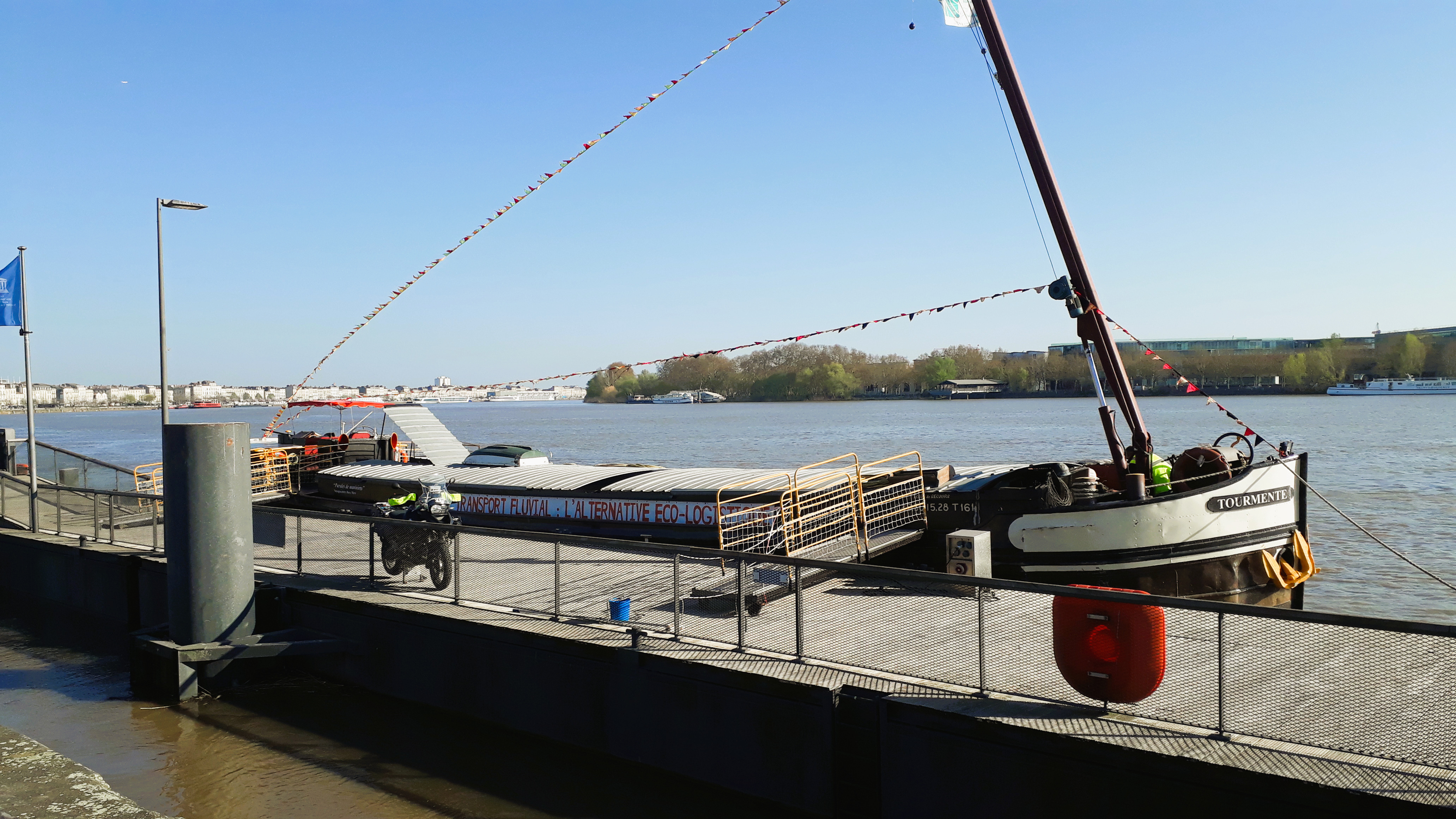
La péniche Tourmente le 23 mars 2022 à Bordeaux, avec à son bord un marché de produits du terroir issu du collectif "Garonne fertile".

Au printemps 2021, est lancé « Garonne fertile », un projet de fret fluvial alimentaire entre Damazan, en Lot-et-Garonne, et Bordeaux. Une péniche chargée de produits alimentaires a ainsi effectué, entre le 3 et le 8 mai, un premier trajet de 110 km en empruntant canal et Garonne. Pour le collectif qui porte le projet, les objectifs sont autant économiques qu'environnementaux, et il espère fédérer plusieurs acteurs sur le potentiel d'un transport fluvial au service des territoires. Un deuxième voyage a lieu du 18 février au 24 avril 2022,.

## Anciennes pratiques

### Ponts

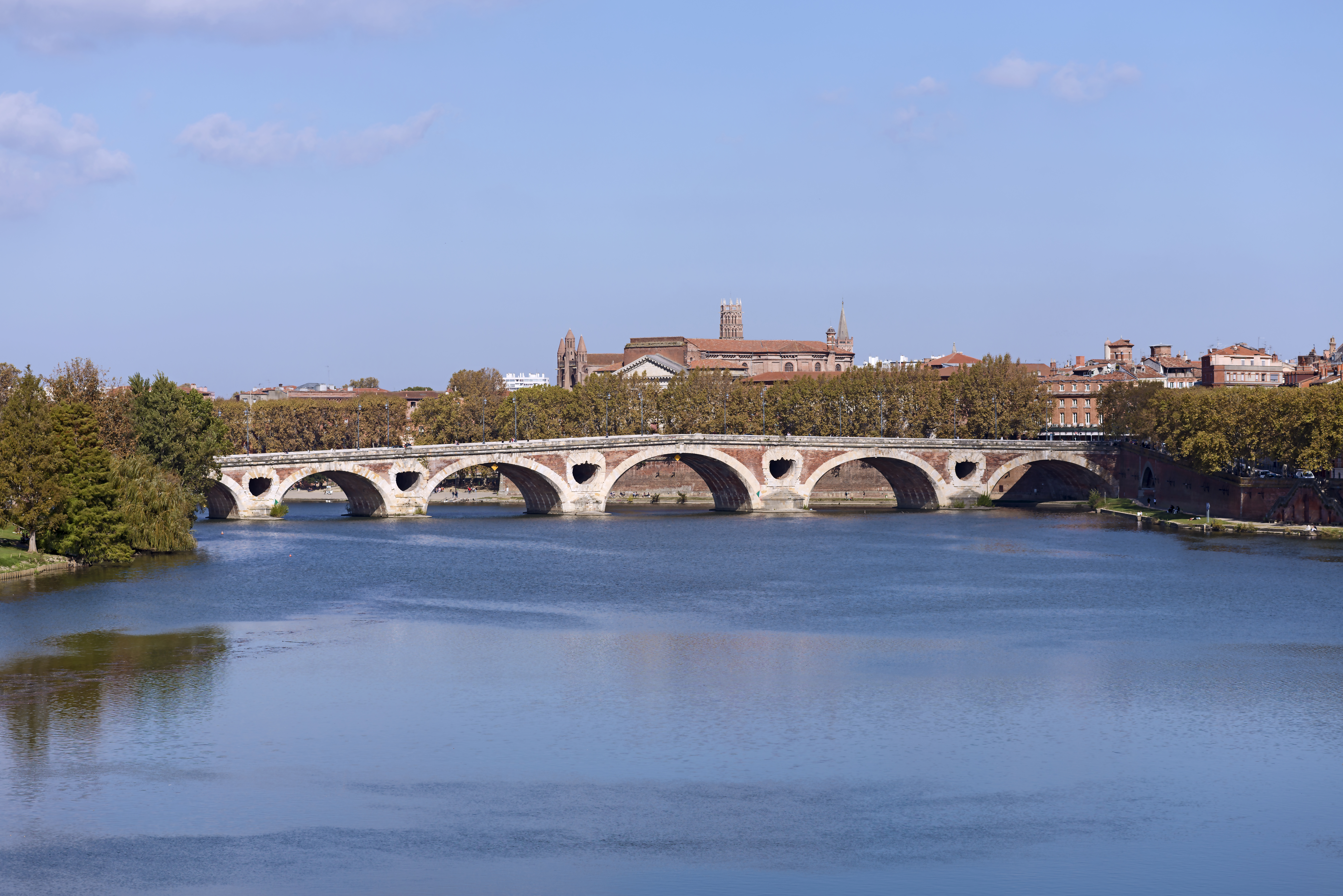
La Garonne à Toulouse, Pont de pierre ou Pont neuf, ses arches et ses lunes permettent le passage de l'eau en cas de crue.

Au fil de son histoire, la Garonne a été dotée de ponts qui permettent de la franchir, notamment à Bordeaux et à Toulouse.
En 1789, le pont en bas de Montréjeau était en bois.
En 1860, la Compagnie des chemins de fer du Midi pour relier Toulouse à Tarbes (avant d'arriver à Bayonne) a construit six ponts sur la Garonne :
- Deux ponts à Empalot à Toulouse : rive droite: cinq et deux arches ; rive gauche : neuf et deux arches ;
- Deux ponts aux lieux-dits Fourqs et Appas ;
- Deux ponts à Valentine et à Montréjeau[43].

### Flottage
Le flottage a été utilisé pour acheminer les poutres maîtresses de la cathédrale de Montauban à partir des forêts de la vallée d'Aure.
Le flottage a disparu avec la construction d'une ligne de chemin de fer (aujourd'hui remplacée par un service d'autocar) entre Luchon et Montréjeau.
La Garonne a également servi au flottage de bois de chauffage et de construction, qui venait du Val d'Aran, jusqu'à Cazères ou jusqu'à Toulouse. Ce flottage se faisait dans le cadre de libres échanges commerciaux, qui ont par la suite été encadrés par des privilèges, sujets de différends nationaux, jusqu'à leur disparition. Ainsi 500 à 600 hommes coupaient 8 000 cannes de bois annuellement pour la région toulousaine. Les escales se réalisaient aux ports de Bossòst, Les, Saint-Béat et Fos. Par ailleurs, Julien Sacaze suppose que Lugdunum Convenarum était un port antique.
Ainsi, en Haute-Garonne, en 1878, la Garonne était navigable sur 190 kilomètres environ.

### Ports et quais
En 1847, Toulouse comptait sur la Garonne des quais et trois ports.

### Péages
L'histoire des péages de la Garonne et de ses affluents au Moyen Âge a été étudiée par le professeur C. Higounet. Il en existait notamment une trentaine entre Bordeaux et Toulouse.

## Faune et flore

### Ichtyofaune
Les poissons du bassin versant de la Garonne peuvent se rassembler en deux catégories écologiques distinctes : les poissons dulçaquicoles (d'eau douce) stricts, et les poissons amphihalins, souvent migrateurs, qui peuvent connaître une partie de leur cycle de vie en mer.

#### Poissons d'eau douce
Le cortège de poissons dulçaquicoles du bassin de la Garonne est constitué par un petit nombre d'espèces indigènes, dont la présence est le fruit de processus naturels anciens, et d'un nombre plus important d'espèces introduites, dont la présence résulte de l'activité humaine, récente ou plus ancienne.
La biodiversité (nombre d'espèces) naturelle de la Garonne en terme d'espèces indigènes (qui n'ont pas été introduites par l'homme) de poissons dulçaquicoles est particulièrement faible (7 espèces certaines, jusqu'à 11 possibles), l'une des plus faibles d'Europe. Cela s'explique par l'effet des glaciations du Pléistocène, qui y ont fait disparaitre la plupart des poissons d'eau tempérée ou d'eau chaude qui y existaient auparavant, auxquelles s'ajoute l'effet de l'isolement hydrographique du bassin de la Garonne, qui n'a pas connu de connexion avec les bassins fluviaux d'Europe centrale depuis la dernière dé-glaciation, qui est très récente à l'échelle de l'histoire géologique et biologique (environ 12000 ans), ce qui n'a pas permis une recolonisation par les nombreuses espèces européennes réfugiées dans le bassin Ponto-Caspien durant les glaciations, contrairement au Rhône, au Rhin ou à l'Escaut par exemples, qui ont été naturellement repeuplés par une partie des espèces ponto-caspiennes passées par les nombreuses connexions temporaires entre bassins versants qui se sont produites du fait de l'instabilité du réseau hydrographique au cours de la dernière dé-glaciation, notamment dans la plaine d'Europe septentrionale et sur le plateau Suisse. Ainsi le fond indigène des espèces dulçaquicoles de la Garonne est constitué uniquement par les quelques anciennes espèces qui ont été capables de s'adapter sur place aux eaux froides durant les glaciations.
Cependant, le bassin de la Garonne a été moins fortement affecté par le froid que les bassins plus septentrionaux, permettant à quelques espèces locales de s'y perpétuer. Du fait de leur ancienneté et de leur isolement depuis des millions d'années, les espèces dulçaquicoles indigènes du bassin de la Garonne sont en majorité des espèces endémiques du bassin ou sub-endémiques (lorsqu'elles sont également présentes dans quelques bassins immédiatement voisins). À ce titre, le bassin de la Garonne est le plus distinct parmi les grands bassins fluviaux français. Seul l'Adour présente un niveau d'endémisme similaire voire supérieur. Ces espèces constituent un patrimoine naturel local original à préserver.
Les espèces strictement endémiques du bassin de la Garonne sont le Vairon de la Garonne, commun dans tous le bassin, et deux chabots : le Chabot des Pyrénées, qu'on ne trouve que dans les eaux fraîches des ruisseaux pyrénéens et de ses piémonts, et un chabot encore non officiellement décrit qu'on trouve dans les affluents du nord du bassin de la Garonne. Le Goujon occitan est quasiment endémique, probablement strictement endémique à l'origine, avant quelques introductions dans des bassins voisins. Parmi les espèces sub-endémiques on trouve : la Loche de Quignard (qu'on trouve aussi dans l'Adour et le nord de l'Espagne), le Brochet aquitain (endémique du Sud-Ouest français, quasiment disparu du bassin de la Garonne, qui subsiste surtout dans les fleuves côtiers des Landes de Gascogne), la Vandoise rostrée (qu'on trouve aussi dans le bassin de la Loire et divers fleuves côtiers atlantiques) et le Toxostome (qu'on trouve aussi dans le bassin du Rhône et les fleuves languedociens). Le dernier pourrait cependant avoir été introduit depuis le Rhône ou l'Aude. Les vandoises rostrées de la Garonne sont génétiquement différenciées de celles de la Loire, ce qui indique leur indigénat de longue date dans les deux fleuves.
Trois espèces d'origine Ponto-Caspienne après la dernière dé-glaciation sont très présentes et se trouvent également dans la plus grande partie de l'Europe. Elles ont une présence ancienne avérée dans le bassin de la Garonne et sont donc considérées comme indigènes : le Barbeau fluviatile, l'Ablette commune et le Chevaine. Cependant l'indigénat des populations actuelles de ces trois espèces dans la Garonne reste discutable, dans la mesure où elles ne présentent pas de différenciation génétique significative avec les autres populations européennes de ces espèces. Elles pourraient éventuellement avoir été réintroduites par l'homme dans des temps assez anciens, ces espèces ayant pu représenter une ressource halieutique non négligeable dans le passé. Une autre espèce pose aussi question : le Barbeau méridional est présent très localement dans quelques sous-affluents de tête de bassin : il pourrait avoir été introduit ou, inversement, être indigène et relictuel après avoir été anciennement supplanté par le Barbeau fluviatile dans la majeure partie du bassin de la Garonne où il aurait été beaucoup plus répandu. La lamproie de Planer est indigène.
Enfin s'ajoute les nombreuses espèces assurément introduites par l'homme entre l'Antiquité et les toutes dernières années, qui ont considérablement enrichie l'Ichtyofaune de la Garonne. Les espèces introduites d'origine européenne sont la Tanche, la Carpe commune, le Carassin argenté, la Brème commune, la Brème bordelière, la Bouvière, le Spirlin, le Gardon commun, le Rotengle, l'Able de Heckel, l'Épirine lippue, la Perche commune, le Sandre, la Grémille commune, le Silure glane et la Blennie fluviatile. La dernière a colonisé le canal du Midi depuis l'Aude et a atteint la Garonne à partir du XIXe siècle. On trouve aussi très localement des populations d'Ombres introduits (espèce indéterminée). Le Goujon commun et le Goujon de l'Adour ont été introduits dans le bassin de la Garonne depuis les bassins voisins et pourraient menacer à long terme l'espèce endémique, le Goujon occitan, par concurrence ou pollution génétique. Enfin le Brochet commun a été massivement introduit par les alevinages de repeuplements pour la pèche, avant qu'on ne comprenne, récemment, que le brochet indigène est une espèce distincte : le Brochet aquitain est ainsi menacé. Quatre espèces d'origine américaine sont désormais bien établies dans le bassin de la Garonne, comme ailleurs en France : le poisson-chat, la Gambusie, la Perche soleil et l'Achigan à grande bouche, ainsi qu'une espèce d'origine asiatique : le pseudorasbora. Très ponctuellement dans de modestes lacs ou cours-d'eau des Pyrénées, on trouve des populations établies (se reproduisant) de salmonidés introduits : Truite arc-en-ciel, Omble chevalier, Omble de fontaine et Omble du Canada.

#### Poissons amphihalins

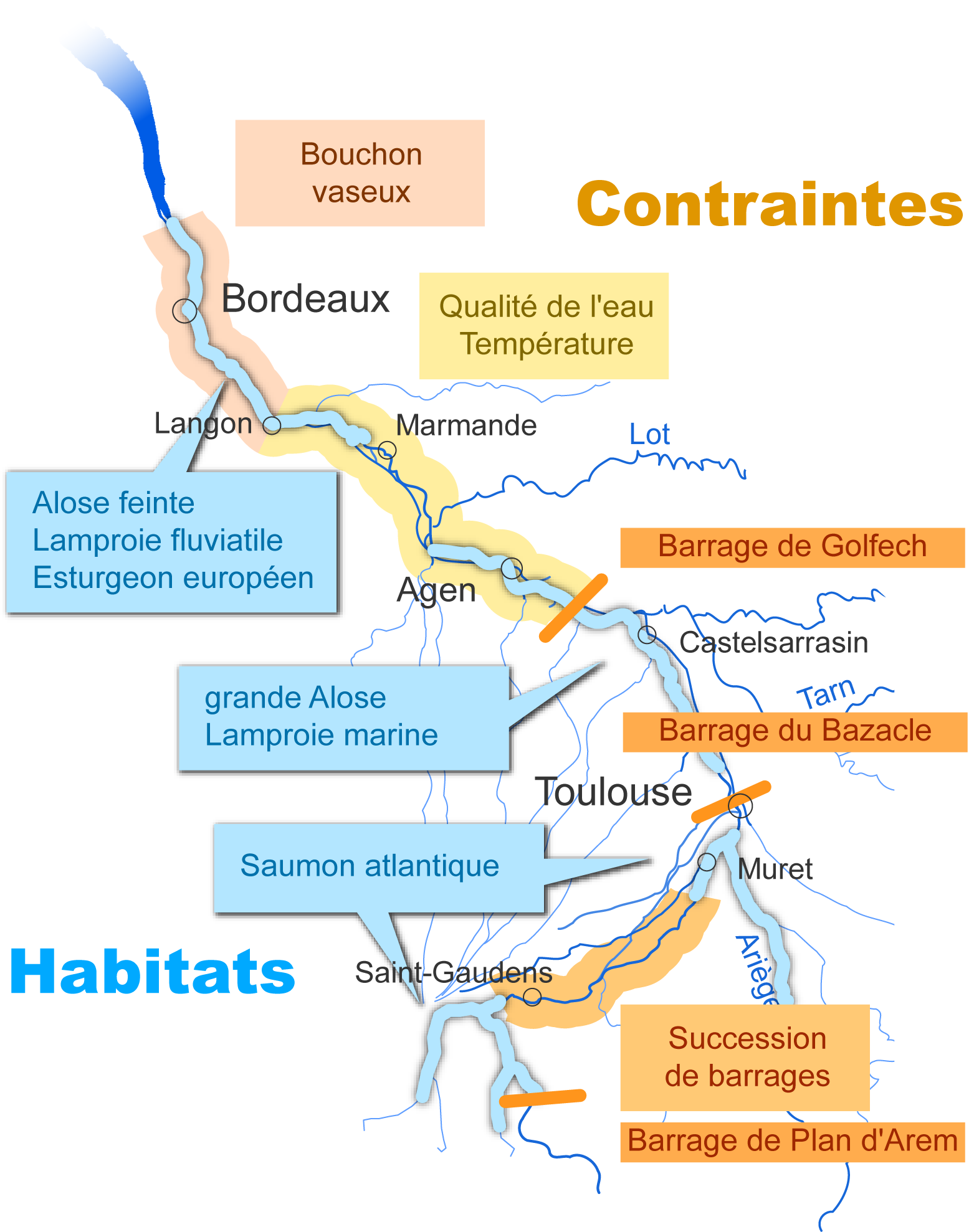
Les poissons migrateurs : habitats et contraintes.

Le bassin versant de la Garonne et son estuaire accueillent encore les huit principales espèces de poissons migrateurs amphihalins de France : la grande alose, l'alose feinte, l'anguille, l'esturgeon européen, la lamproie fluviatile, la lamproie marine, le saumon atlantique et la truite commune.
La Garonne constitue l'axe majeur de migration pour les poissons grands migrateurs, reliant l'Atlantique jusqu’aux Pyrénées. L'estuaire de la Gironde, véritable milieu de transition, joue un rôle clé dans l’adaptation physiologique des poissons grands migrateurs au passage d’un milieu marin à un milieu fluvial, et vice versa. La Garonne est un lieu de reproduction et les graviers de son lit abritent les œufs. C'est aussi un milieu nourricier.
Petit à petit, les incidences de certaines activités humaines ont commencé de porter tort à ces populations fragiles. Les prélèvements intensifs de granulats, la pollution de l’eau et surtout les barrages ont bouleversé les écosystèmes, rendant souvent inaccessibles les zones de frai quand ils ne sont pas simplement détruits.
Il a fallu attendre les années 1970-1980 pour que les pouvoirs publics étendent le plan de sauvetage du saumon à l’ensemble des espèces migratrices, imposent des dispositifs de franchissement de barrages, prévoient des alevinages, limitent la pêche et redonnent un avenir à des espèces emblématiques en pays de Garonne.
L'esturgeon européen : il est sur la liste rouge des espèces menacée de l'Union internationale pour la conservation de la nature (UICN). Le système Gironde-Garonne-Dordogne abrite les dernières frayères.
L'anguille : longtemps considérée comme nuisible, elle fait actuellement l’objet de toutes les attentions. Des mesures d'urgence aux niveaux national et local s’imposent pour la sauvegarde de l’espèce.
La grande alose : la Garonne et la Dordogne ont longtemps accueilli la population de grande alose la plus importante d'Europe. Aujourd'hui, cette espèce, de la famille de la sardine, connaît une baisse d'effectif préoccupante. Un plan de sauvegarde de l'espèce a été mis en place en 2008.
La lamproie marine : elle est pêchée dans la partie aval de la Garonne, au filet ou dans des nasses. Cuisinée « à la bordelaise », en civet, elle est ensuite commercialisée en conserve. C'est l'espèce migratrice la plus abondante.
Le saumon atlantique : disparu dans les années 1970, le saumon atlantique repeuple peu à peu le bassin de la Garonne, grâce au plan de restauration.
Certains poissons amphihalins moins exigeants que les précédents sont restés communs dans le bas cours de la Garonne et de la Dordogne. Le Mulet porc, le plus abondant, remonte assez loin en amont. Le Mulet lippu et le Muge à grosse tête sont plus cantonnés au bas du bassin versant, ainsi que l'Éperlan d'Europe et le Flet d'Europe.
L'Épinoche à trois épines est une espèce amphihaline facultative, qui peut effectuer la totalité de son cycle de vie en mer comme en eau douce, et elle peut être aussi bien sédentaire dans de minuscules trous d'eau que migratrice au long cours.
Enfin l'Épinochette du Poitou est une espèce endémique du Sud-Ouest français qu'on trouve dans les eaux douces de modestes dimensions du bas bassin de la Garonne et de la Dordogne, ainsi que dans les bassins des fleuves côtiers du Poitou-Charente. Elle est tolérante à la salinité et donc probablement capable de séjours en mer comme les autres espèces du genre, mais cette espèce est encore très mal connue.

## Pollutions

### Déchets
De nombreux débris de déchets ménagers sont emportés quotidiennement par les rivières qui se jettent dans la Garonne. Pour exemple l'association Champ d'actions a collecté 5 000 kilos de déchets avec des bénévoles en seulement trois jours.
En 2019 l'étude PlastiGar mit en évidence la présence de microplastiques dans la Garonne, 10 % des poissons en avaient même consommé.

## Liste des principaux franchissements
| Nom                               | Image | Rive gauche                 | Rive droite           | Longueur totale | Type du pont                | Route / Ligne ferroviaire                       | Année | Notes                                                                                                |
| --------------------------------- | ----- | --------------------------- | --------------------- | --------------- | --------------------------- | ----------------------------------------------- | ----- | --- |
| Pont d'Aquitaine                  |       | Bordeaux                    | Lormont               | 1 767 m.        | Pont suspendu               | A 630                                           | 1967  | |
| Pont Jacques Chaban-Delmas        |       | Bordeaux                    | Bordeaux              | 575 m.          | Pont levant                 |                                                 | 2013  | |
| Pont de Pierre                    |       | Bordeaux                    | Bordeaux              | 487 m.          | Pont à voûtes en maçonnerie |                                                 | 1822  | Inscrit MH (2002)                                                                                    |
| Pont Saint-Jean                   |       | Bordeaux                    | Bordeaux              | 474 m.          | Pont à poutres              |                                                 | 1965  | |
| Pont ferroviaire de Bordeaux      |       | Bordeaux                    | Bordeaux              | 476 m.          | Pont à poutres              | Ligne de Paris-Austerlitz à Bordeaux-Saint-Jean | 2008  | |
| Passerelle Eiffel                 |       | Bordeaux                    | Bordeaux              | 509,69 m.       | Pont métallique             |                                                 | 1860  | Ancien pont ferroviaire. Classé MH (2010)                                                            |
| Pont Simone-Veil                  |       | Bègles                      | Floirac               | 545 m.          | Pont à poutres              |                                                 | 2024  | |
| Pont François Mitterrand          |       | Bègles                      | Bouliac               | 642 m.          | Pont à poutres              | A 630                                           | 1993  | |
| Pont Eiffel                       |       | Portets                     | Langoiran             | 250 m.          | Pont métallique             | D 115                                           | 1881  | Ce pont, malgré son nom, n'a pas été conçu par Gustave Eiffel.                                       |
| Pont de Béguey-Podensac           |       | Béguey                      | Podensac              | 220 m.          | Pont à poutres              | D 13                                            | 1984  | |
| Pont de Cadillac                  |       | Cérons                      | Cadillac              | 280 m.          | Pont métallique             | D 11                                            | 1880  | |
| Pont ferroviaire de Langon        |       | Langon                      | Saint-Macaire         | 210 m.          | Pont à poutres              | Ligne de Bordeaux Saint-Jean à Sète-Ville       | 1998  | Remplace l'ancien pont construit en 1855.                                                            |
| Pont routier de Langon            |       | Langon                      | Saint-Macaire         | 210 m.          | Pont à poutres              | D 1113                                          | 1971  | |
| Pont de Castets-en-Dorthe         |       | Castets et Castillon        | Caudrot               | 200 m.          | Pont métallique             | D 15                                            | 1905  | Ce pont, malgré son nom, n'a pas été conçu par Gustave Eiffel.                                       |
| Pont du Rouergue                  |       | La Réole                    | La Réole              | 170 m.          | Pont suspendu               | D 9e6                                           | 1935  | |
| Nouveau pont de La Réole          |       | Fontet                      | La Réole              | 400 m.          | Pont à poutres              | D 9                                             |       | |
| Pont de Couthures-sur-Garonne     |       | Couthures-sur-Garonne       | Sainte-Bazeille       | 252 m.          | Pont à poutres              | D 3                                             | 1979  | |
| Pont ferroviaire de Thivras       |       | Marmande                    | Marmande              |                 | Pont en maçonnerie          | Ligne de Marmande à Mont-de-Marsan              | 1895  | |
| Nouveau pont de Marmande          |       | Marmande                    | Marmande              | 250 m.          | Pont à poutres              | D 933                                           |       | |
| Pont suspendu de Marmande         |       | Marmande                    | Marmande              | 210 m.          | Pont suspendu               | D 933E1                                         | 1932  | |
| Pont du Mas-d'Agenais             |       | Le Mas-d'Agenais            | Sénestis              | 237 m.          | Pont suspendu               | D 6                                             | 1840  | Pont enjambant aussi le canal latéral.                                                               |
| Pont de Tonneins                  |       | Tonneins                    | Tonneins              | 230 m.          | Pont en arc                 | D 120                                           | 1942  | |
| Pont de Pascau                    |       | Saint-Léger                 | Aiguillon             | 210 m.          | Pont métallique             | D 8                                             | 1935  | |
| Pont SNCF de Port-Sainte-Marie    |       | Feugarolles                 | Port-Sainte-Marie     | 288 m.          | Pont en maçonnerie          | Ligne de Port-Sainte-Marie à Riscle             | 1890  | |
| Pont routier de Port-Sainte-Marie |       | Saint-Laurent               | Port-Sainte-Marie     | 180 m.          | Pont à poutres              | D 930                                           |       | |
| Pont-canal d'Agen                 |       | Le Passage                  | Agen                  | 539 m.          | Pont-canal                  | Canal latéral à la Garonne                      | 1847  | |
| Passerelle d'Agen                 |       | Le Passage                  | Agen                  | 263 m.          | Pont suspendu               | Passerelle piétonne                             | 1839  | |
| Pont de pierre                    |       | Le Passage                  | Agen                  | 260 m.          | Pont à poutres              | D 656                                           | 1970  | L'ancien pont de pierre a été remplacé par l'actuel pont en béton précontraint dans les années 1970. |
| Pont de Beauregard                |       | Le Passage                  | Boé                   | 270 m.          | Pont à poutres              | N 21                                            |       | |
| Pont de Layrac à Boé              |       | Layrac                      | Boé                   | 230 m.          | Pont à poutres              | D 17                                            |       | |
| Pont ferroviaire de Leyrac        |       | Layrac                      | Boé                   | 460 m.          | Pont en maçonnerie          | Ligne de Bon-Encontre à Vic-en-Bigorre          | 1865  | |
| Pont de Sauveterre-Saint-Denis    |       | Sauveterre-Saint-Denis      | Lafox                 | 230 m.          | Pont suspendu               | D 308                                           | 1845  | |
| Pont de Saint-Nicolas             |       | Saint-Nicolas-de-la-Balerme | Saint-Romain-le-Noble | 180 m.          | Pont à poutres              | D 114                                           | 2010  | |
| Pont de Lamagistère               |       | Donzac                      | Lamagistère           | 180 m.          | Pont suspendu à chaînes     | D 30                                            | 1930  | |
| Pont de Mondou                    |       | Saint-Loup                  | Saint-Loup            | 270 m.          | Pont en maçonnerie          | D 953                                           | 1882  | |
| Pont d'Auvillar                   |       | Auvillar                    | Espalais              | 210 m.          | Pont suspendu               | D 11                                            | 1930  | |
| Pont de Malause                   |       | Malause                     | Malause               | 400 m.          | Pont à poutres              | D 26BIS                                         |       | |
| Pont Coudol                       |       | Saint-Nicolas-de-la-Grave   | Boudou                | 280 m.          | Pont suspendu               | D 15                                            | 1850  | Pont enjambant à la fois la Garonne, le canal latéral et la ligne Bordeaux-Toulouse.                 |
| Pont autoroutier                  |       | Castelsarrasin              | Castelsarrasin        | 200 m.          | Pont à poutres              | A 62                                            | 1976  | |
| Pont des Catalans                 |       | Toulouse                    | Toulouse              |                 |                             |                                                 | 1908  | |
| Pont Saint-Pierre                 |       | Toulouse                    | Toulouse              |                 |                             |                                                 | 1987  | |
| Pont Neuf                         |       | Toulouse                    | Toulouse              |                 |                             |                                                 | 1659  | |
| Pont de Tounis                    |       | Toulouse                    | Toulouse              |                 |                             |                                                 | 1528  | |
| Pont Saint-Michel                 |       | Toulouse                    | Toulouse              |                 |                             |                                                 | 1962  | |
| Pont de la Croix de pierre        |       | Toulouse                    | Toulouse              |                 |                             |                                                 |       | |
| Pont de Gourdan-Polignan          |       | Gourdan-Polignan            | Gourdan-Polignan      | 100 m.          | Pont en maçonnerie          | N 125                                           | 1787  | Inscrit MH (1984)                                                                                    |

## Activités touristiques
- Canoë-kayak
- Rafting
- Hydrospeed
- Pêche sportive ou de détente
- Baignade
- Voile
- Aviron (sport)
- Motonautisme et ski nautique
- Navigation fluviale

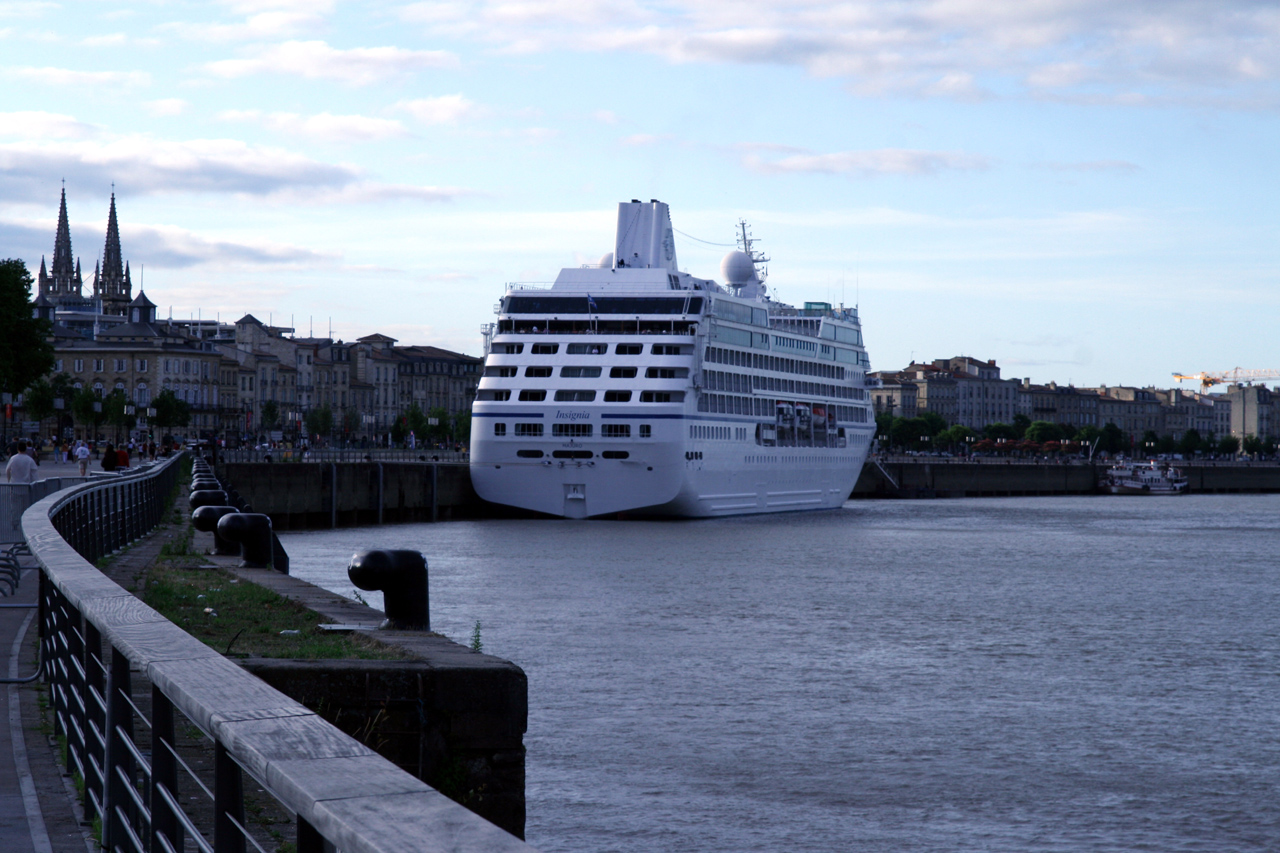
Croisière sur la Garonne à Bordeaux.
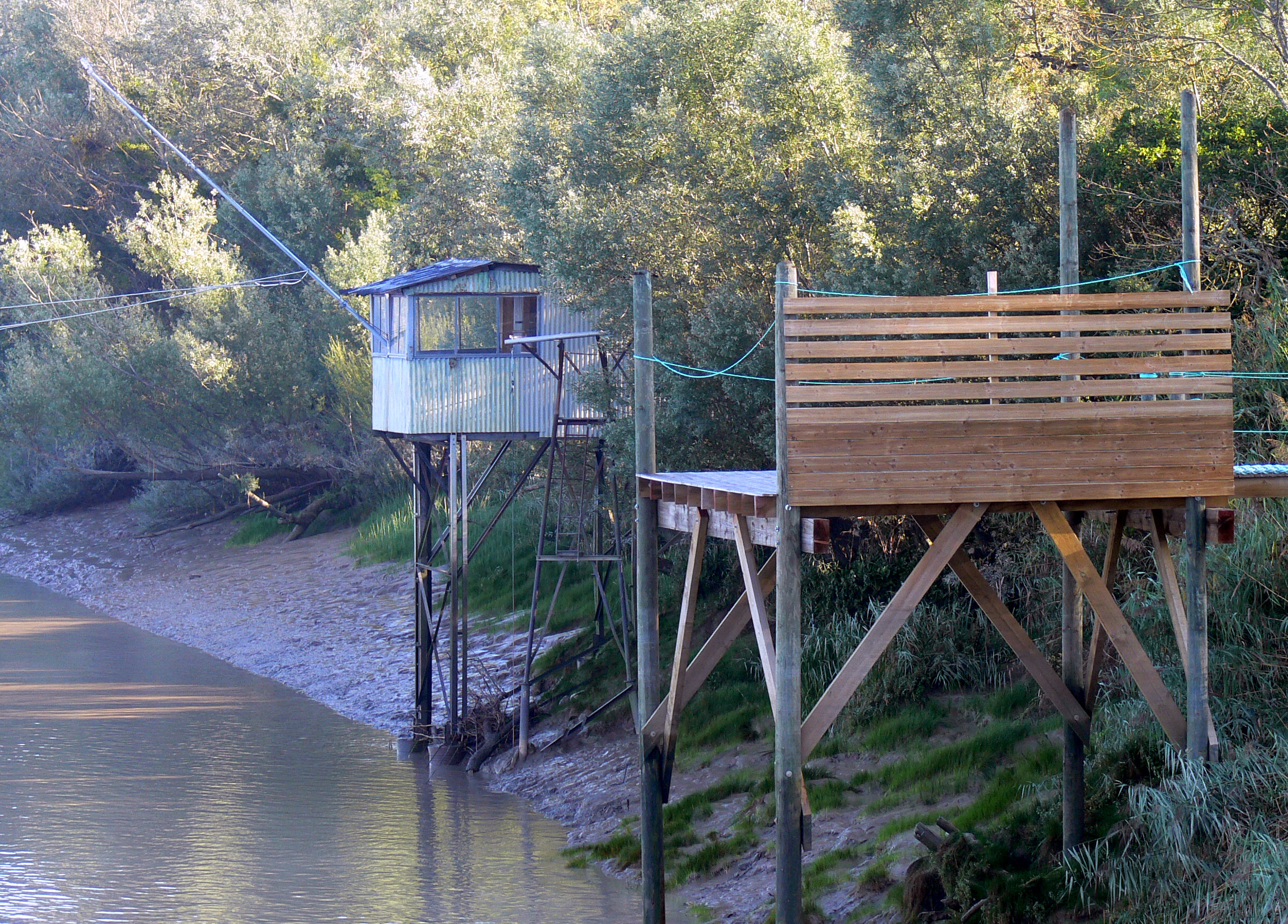
Cabane de pêche au filet carré (carrelet) sur pilotis.

## En littérature et en musique

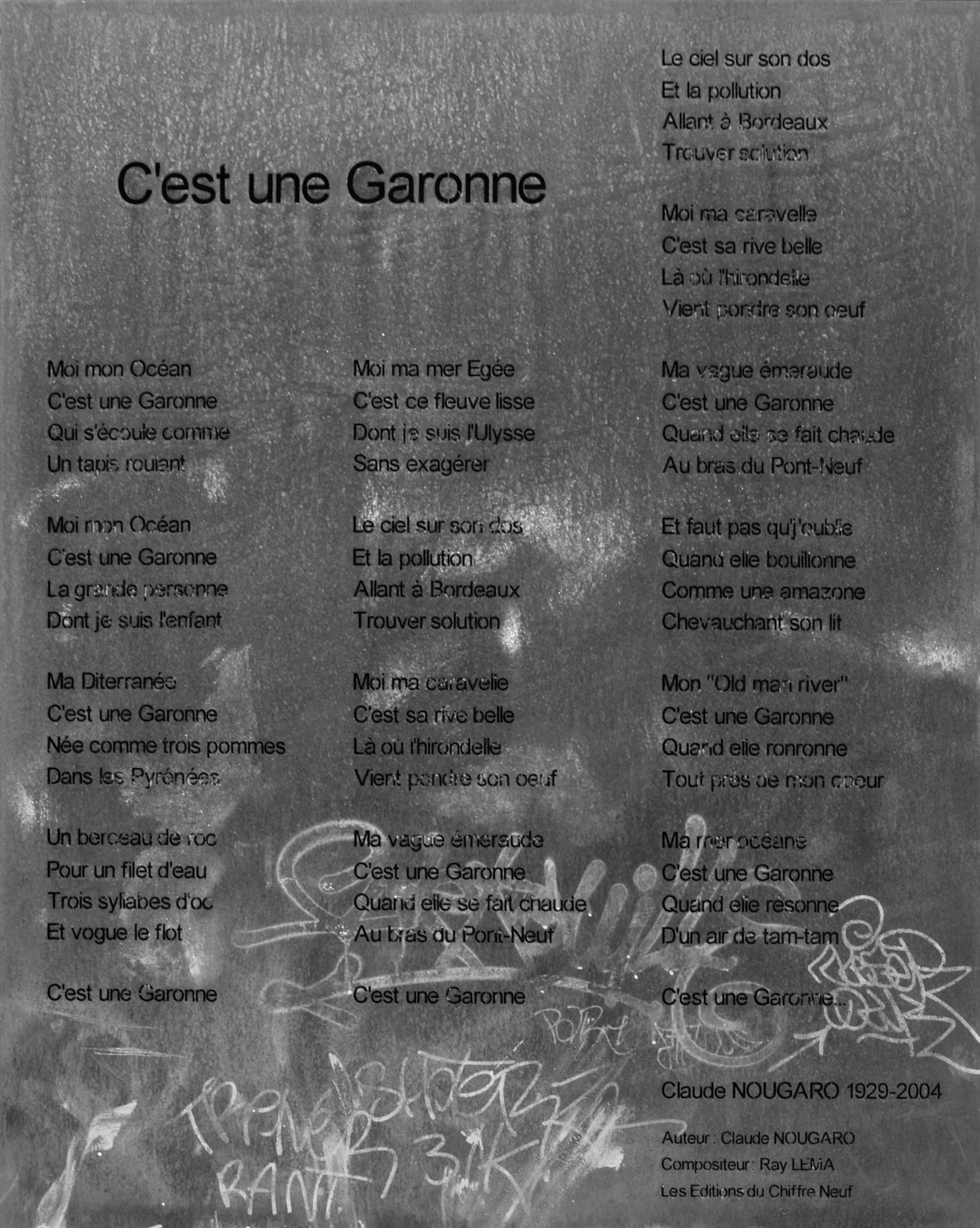
C'est une Garonne, texte de la chanson de Claude Nougaro sur une plaque apposée en bords de Garonne à Toulouse.

La Garonne est, « [...] à la lettre, l'un des personnages les plus importants de l’œuvre de Pierre Gamarra [...] La Loire a eu son poète et romancier avec Maurice Genevoix, la Durance le sien avec Giono, la Garonne, avec Pierre Gamarra, a son troubadour ». L'œuvre de Pierre Gamarra a en effet pour cadre la Gascogne et le Haut Languedoc, des Pyrénées à la région de la moyenne Garonne, pays toulousains et tarnais. Dans son recueil de poèmes Romances de Garonne publié en 1990, il situe son inspiration entre les deux fleuves nourriciers que sont pour lui le Rhône et la Garonne.
Julos Beaucarne met en musique en 1976 sur une mélodie originale la chanson à dire La Garonne (Si la Garonne avait voulu) publiée en 1895 par Gustave Nadaud et interprétée en 1903 par Charlus où l'on apprend que

« La Garonne n’a pas voulu, Lanturlu ! Humilier les autres fleuves. 
[...] 
La Garonne n’a pas voulu, Lanturlu ! Quitter le pays de Gascogne. »

Toulousain emblématique et chantre de sa ville dans l'accent de laquelle roule un torrent de cailloux, Claude Nougaro est aussi l'enfant du fleuve qu'il célèbre en 1993 dans C'est une Garonne sur la musique de Ray Lema,.